# موسى الهادي
أمير المُؤمِنين وخليفة المُسْلِمين الإمام أبو مُحمَّد موسى الهادي بن مُحمَّد المهدي بن عبد الله المنْصُور بن مُحمَّد بن علي بن عبد الله بن العبَّاس القُرَشيُّ الهاشِميُّ (147 – 15 ربيع الأول 170هـ / 764 – 14 سبتمبر 786م)، المعرُوف باسمه ولقبه موسى الهادي أو الهادي، هو رابع خُلفاء بني العَبَّاس، والخليفة الثَّالث والعشرون في ترتيب الخُلفاء عن النبي مُحمَّد. حكم الدَّولة العبَّاسية (22 مُحرَّم 169 – 15 ربيع الأول 170هـ / 4 أغسطس 785 – 14 سبتمبر 786م)، ودام حكمه سنةً وشهرًا وثلاثة وعشرين يومًا حتى وفاته.
وُلد مُوسى بن المهدي في سِيْرَوَانَ من نواحي مدينة الرَّي سنة 147هـ / 764م. ونشأ في كنف أبيه الذي اعتنى بتربيته. شهد الهادي وهو يافعٌ وفاة جده الخليفة المنصُور سنة 158هـ / 775م، وكان حاضرًا معه في مسيره للحج في مكَّة، فأخذ البيعة لأبيه المهدي بين الرُّكن والمقام. استهل المهدي أولى حُكمه بخلع عيسى بن موسى من ولاية العهد في مُحرَّم سنة 160هـ / أواخر 776م، ليُصبح موسى، الذي لُقِّب الهادي، وليًا للعهد وعمره نحو اثني عشر عامًا.
تولى الهادي بعض المسؤوليات في خلافة أبيه، فقاد الحج بالناس سنة 161هـ / 778م، واسْتُخلف على بغداد حين خرج المهدي في حملةٍ على الرُّوم سنة 163هـ / 780م. شهدت السنوات اللاحقة بروز نجم أخيه الأصغر هارون الرَّشيد، لا سيما بعد حملاته الناجحة على الرُّوم، ليُعيَّن وليًا ثانيًا للعهد سنة 166هـ / 782م، وبدأ المهدي يميل إليه بشكلٍ متزايد. وجَّه المهدي ابنه الهادي لقيادة حملة عسكرية في جرجان وطبرستان في سنة 167هـ / 783م لإخماد التمرُّدات فيها. ولهدف المهدي في تقديم الرشيد بولاية العهد على الهادي، أرسل إلى الهادي بالقدوم إلى بغداد أواخر سنة 168هـ / منتصف 785م، إلا أن الهادي شعر بحيلة أبيه في تقديم الرشيد عليه خصوصًا دعم والدتهما الخيزران لذلك، فرفض الامتثال للأمر. أثار رفض الهادي غضب أبيه، فقرر الأخير المسير إليه بنفسه على رأس جيشٍ لخلعه، لكن المنية وافته في ماسَبَذَانَ أثناء الطريق.
تولَّى الهادي الخلافة في مُحرَّم 169هـ / أغسطس 785م وهو لا يزال في جُرجان، فوصل بغداد بعد عشرين يومًا. سارع الهادي لتثبيت حُكمه، وتعامل بحذر مع رجال الدولة مثل الربيع بن يونس وميول بعضهم نحو أخيه الرَّشيد. واجه في بداية عهده ثورة الحُسين بن علي الفَخِّي في الحجاز، فأرسل الجيش العبَّاسي وقضى عليها في واقعة فَخّ الشَّهيرة في ذي الحجة سنة 169هـ / يونيو 786م، وإن أبدى الهادي أسفه لمقتل الحُسين. تمكنت جيوشه من إنهاء ثورة دحية بن مصعب الأموي في مصر، بعد استمرارها لما يقارب أربعة أعوام ولم يتمكن أبوه المهدي من إخماد حركته.
سار الهادي على نهج أبيه المهدي في التشدُّد على الزنادقة، منفذًا وصيته بحزم، فلاحقهم وقتل عددًا منهم في خلافته القصيرة، وأظهر عزمًا على استئصالهم. شهدت فترة حكمه صراعًا معلنًا مع والدته الخيزران التي حاولت فرض نفوذها ووساطاتها، إلا أن الهادي واجهها بحزم، ومنع عنها استقبال القادة والوجهاء، ونجح في تحجيم دورها بشكل كبير. تجددت مساعي الهادي الحثيثة لخلع أخيه هارون الرَّشيد من ولاية العهد، بهدف تولية ابنه الصغير جعفر، فسعى لكسب تأييد القادة لهذا التغيير، وبدأ يُضيِّق على الرشيد ويُقلل من شأنه علنًا، إلا أن معارضة بعض الشخصيات النافذة مثل يحيى البرمكي، بالإضافة إلى قصر مدة خلافته، حالت دون إتمامه لهذا المسعى.
حكم الهادي لفترةٍ قصيرة، إذ مرض واشتدت علته، ثم تُوفي في عِيْسَابَاذَ ليلة الجمعة 15 ربيع الأول سنة 170هـ / 14 سبتمبر 786م، وعمره لم يتجاوز الثالثة والعشرين، بعد حكم دام عامًا وشهرين وأحد عشر يومًا، في ليلةٍ تاريخيَّة عُرفت بليلة الخُلفاء، ففيها مات خليفة (الهادي) وتولَّى خليفة (الرَّشيد)، ووُلد خليفة (المأمون). دار الغموض حول وفاته، فبينما تشير بعض الروايات إلى وفاته بمرض ألمّ به (قرحة في جوفه)، تُلمّح روايات أخرى إلى مسؤولية والدته الخيزران وراء مقتله، بسبب الصراع الحاد بينهما حول السلطة ومستقبل ولاية العهد ونواياه في إسقاط الرشيد من ولاية العهد. بعد تولِّي الرَّشيد، أُجبر جعفر بن الهادي على خلع نفسه من أي حقٍ ومُطالبة في ولاية العهد ليلة وفاة أبيه.
اتسمت شخصية الهادي بتناقضات واضحة، فإلى جانب ما عُرف عنه من الشدة والهيبة والغيرة وحدة الطبع التي تصل للقسوة في بعض أحكامه والأحداث التي حصلت معه، أظهر الهادي في مواقف أخرى كرمًا واسعًا وصل حد الإسراف أحيانًا، وعفوًا وحلمًا، وقدرة على الاعتراف بالخطأ وتقدير الشجاعة والولاء. وأبدى اهتمامًا ملحوظًا بالأدب والطرب، وكان له جلساء ومغنون، مع حرصٍ ظاهر على هيبة الخلافة وسلطتها. يعد الهادي أول الخُلفاء من الجيل العبَّاسي الذي ولد خلال حُكم أسرته للعالم الإسلامي، ولم يكن لأولاده نصيبًا في الخلافة من بعده، إذ استمرت في عُقب أخيه هارُون الرَّشيد، والذي بلغت الدَّولة في عهده أقصى قُوَّتها واتِّساعها وظهر في ما يُعرف بالعصرُ الذَّهبي للإسلام.

## نشأته

### نسبه
هو موسى الهادي بن مُحمَّد المهدي بن عبد الله المنصُور بن مُحمَّد بن علي بن عبد الله بن العبَّاس بن عبد المُطَّلب بن هاشم بن عبد مناف بن قُصي بن كِلاب بن مُرَّة بن كعب بن لؤي بن غالِب بن فهر بن مالك بن النَّضر بن كِنانة بن خُزَيمة بن مُدركة بن إلياس بن مضر بن نزار بن معد بن عدنان.
والده هو ثالث خُلفاء بني العبَّاس، مُحمَّد المهدي، حكم الخلافة العبَّاسية من 6 ذي الحجة سنة 158 حتى 22 مُحرَّم 169هـ / 6 أكتوبر 775 – 4 أغسطس 785م.
والدتهُ هي الخيزُران بنت عطاء، أُمُّ ولدٍ يمانيَّة جرشيَّة، اشتراها الخليفة المنصُور في مكَّة من أجل ابنه المهدي بهدف الإنجاب قائلًا: «خذوها إلى ابني المهدي، وقولوا لهُ إنها ستكون ولَّادة». وُصفت الخيزُران بأنها هيفاء جميلة، مُثقَّفة وذات طُموحٍ كبير، وأحبَّها المهدي حُبًا كبيرًا حتى عُدت الأقرب من زوجاته وجواريه إليه. عملت على إيجاد أُسس نفوذٍ لها في خلافة المهدي، خصوصًا بعد وفاته، مما زاد من تأثيرها لاحقًا.

### ولادته
وُلد موسى بن أبي عبد الله (المهدي مستقبلًا) في موضع يُدعى سيروان، بالقرب من مدينة الرَّي (الجزء الجنوبي من طهران المُعاصرة) في ولاية الجبال سنة 147هـ / 764م. وهي السنة نفسها التي عُيِّن أبوهُ المهدي وليًّا أول للعهد، بعد سعي جده المنصُور لتقديمه على عيسى بن موسى العبَّاسي. وقيل بولادته سنة 144هـ / 761م، أو 145هـ / 762م، أو 146هـ / 763م.

### صباه
عانى موسى بن المهدي من عادة فتح فمه بشكلٍ لا إرادي في صِغره، بسبب قصر شِفته، فوكَّل المهدي له خادمًا لهذا الخصوص، فكان كلما فتح موسى فمه، ذكره الخادم، قائلًا: «يا موسى أطبق»، فينتبه موسى على نفسه ويضم شفتيه، ليُعرف بموسى أطبق. كان المهدي يسميه رَيْحانتي.

#### أخذ البيعة عن أبيه المهدي

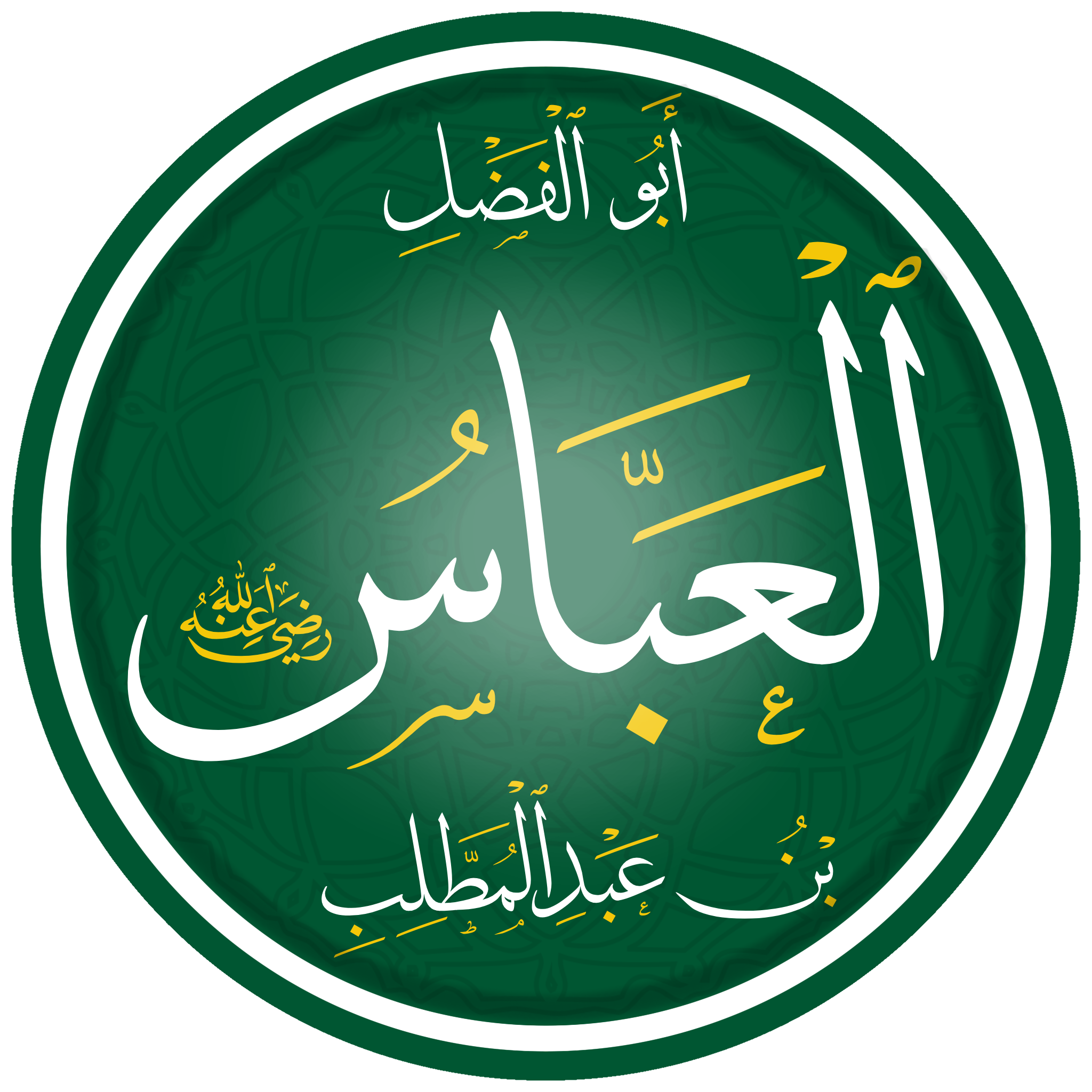
تخطيط باسم العبَّاس بن عبد المُطَّلِب (56 ق.هـ – 32هـ / 568 – 653م)، عمُّ النَّبي مُحمَّد، والجد الجامع للعبَّاسيين.

حين قرر الخليفة أبو جعفر المنصور تأدية الحج في مكَّة لسنة 158هـ / أواخر سبتمبر 775م، استخلف ابنه ووليُّ عهده الأوَّل المهدي على بغداد، ثم أخذ معه حفيده موسى وعمره إحدى عشر عامًا. بعد وصول المنصُور إلى نواحي مكَّة، اشتد عليه مرضه، ليتوفى في السَّادس من ذي الحجَّة / 6 أكتوبر 775م، ويُدفن في ثنية المعلاة. في صباح اليوم التالي من وفاة المنصور، اجتمع أعيان البيت العبَّاسي وكبار رجال الدولة في المجلس، وأول من دُعي هو عيسى بن علي، ثم أُذن لوليُّ العهد الثاني عيسى بن موسى، رغم أن الأخير كان يتقدم على عمِّه عيسى بحكم منصبه، مما أحدث ريبة بعض الشيء، وقدموا بيعتهم الخاصَّة قبل بيعة العامَّة.
مما يُروى عن موسى بن المهدي، أنه في أثناء اجتماع العامَّة في السَّرادق لانتظار الأخبار عن حالة المنصُور، ساد الصمت والقلق بينهم لسماع صوت بكاء، وكان من بينهم والي المدينة، الحسن بن زيد، وابن عياش المنتوف، ليُفاجأ الحضور بظهور أبي العنبر خادم المنصُور، مشقوق الأقبية من بين يديه وخلفه ناعيًا المنصُور، وعلى رأسه التراب، وصاح قائلًا: «وا أمير المؤمنيناه!»، فما بقي أحد في السرادق إلا قام وهرولوا نحو مضارب المنصُور، فمنعهم الخدم وحصل تدافع، فقام ابن عياش مستنكرًا اندفاعهم، قائلًا: «سبحان الله أما شهدتم موت الخليفة قط! اجلسوا رحمكم الله»، ثم جلس الناس. في هذه الأثناء، كان رد فعل موسى بن المهدي مختلفًا تمامًا، إذ بقي جالسًا بهدوء دون إبداء أي حركة أو انفعال، وحتى عندما شق عمَّهُ القاسم بن المنصور ثيابه ووضع التراب على رأسه تعبيرًا عن الحزن، بقي موسى في مكانه دون تحرك، غير مضطرب ولا مفزوع، مما دل على قوة شخصيته وثبات نفسه. انتهت الحادثة ببيعة الناس الخليفة المهدي، على يد موسى الحاضر عن أبيه الغائب، وتُستتب الأحوال.

## في خلافة أبيه المهدي

### خلع عيسى وتولية موسى بن المهدي ولاية العهد

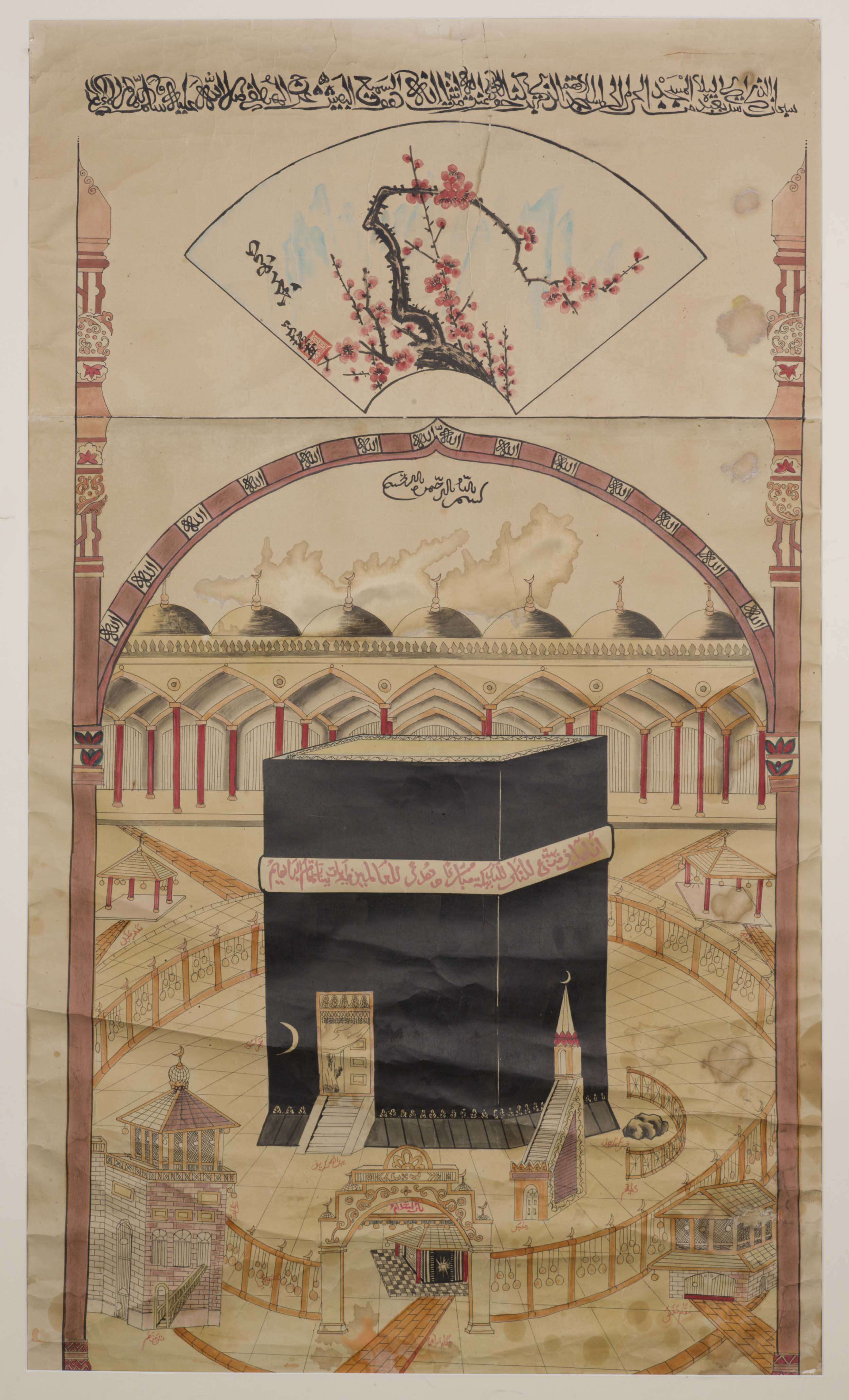
بُويع للمهدي بالخلافة على يد ابنه موسى بين الرُّكن والمقام للكعبة، أقدس الأماكن الإسلاميَّة.

بعد مضي عدة شهور على تولي والده المهدي الخلافة، بدأت الدسائس والتحركات بين وجهاء بني هاشم والخُراسانيَّة من أنصار المهدي، إذ سعوا لعزل الأمير عيسى بن موسى من ولاية العهد لصالح موسى بن المهدي، والذي كان وليًا ثانيًا للعهد منذ خلافة أبي العبَّاس بعد أبو جعفر المنصور، وأُخِّر في أيام المنصُور بعد ضغوطٍ كبيرة لصالح المهدي بن المنصور، ويستمر عيسى بن موسى وليًا ثانيًا للعهد. ورغم أن تحركات الهاشميين والخُراسانيين بدت وكأنها تتم بمعزل عن الخليفة، إلا أنها تحدث بعلم المهدي، بل ربما شجعها في الخفاء. كان عيسى بن موسى يقيم في الرحبة قرب الكوفة، بعيدًا عن حاضرة الخلافة بغداد. قرر المهدي اتخاذ خطوة حاسمة، فأرسل طلبًا لقدوم عيسى ليكون قريبًا منه، لكن عيسى أدرك بطريقةٍ ما، الخطر المحدق به، ورفض تلبية الدعوة خوفًا على نفسه. لم يتوقف المهدي عند هذا الحد، فأرسل عمه العبَّاس بن مُحمَّد ومعه رسالة رسمية إلى عيسى يأمره فيها بالحضور إلى بغداد، غير أنه رفض. بعد مغادرة العباس للقرية، بدأ رجال المهدي في تنفيذ خطتهم المرسومة، فقام ألف شخص من أنصاره بإحداث فوضى متعمدة، وضربوا الطبول بقوة ليلًا حول دار عيسى، فأصابوه بالهلع وجعلوه يشعر بأن حياته أصبحت في خطر دائم.

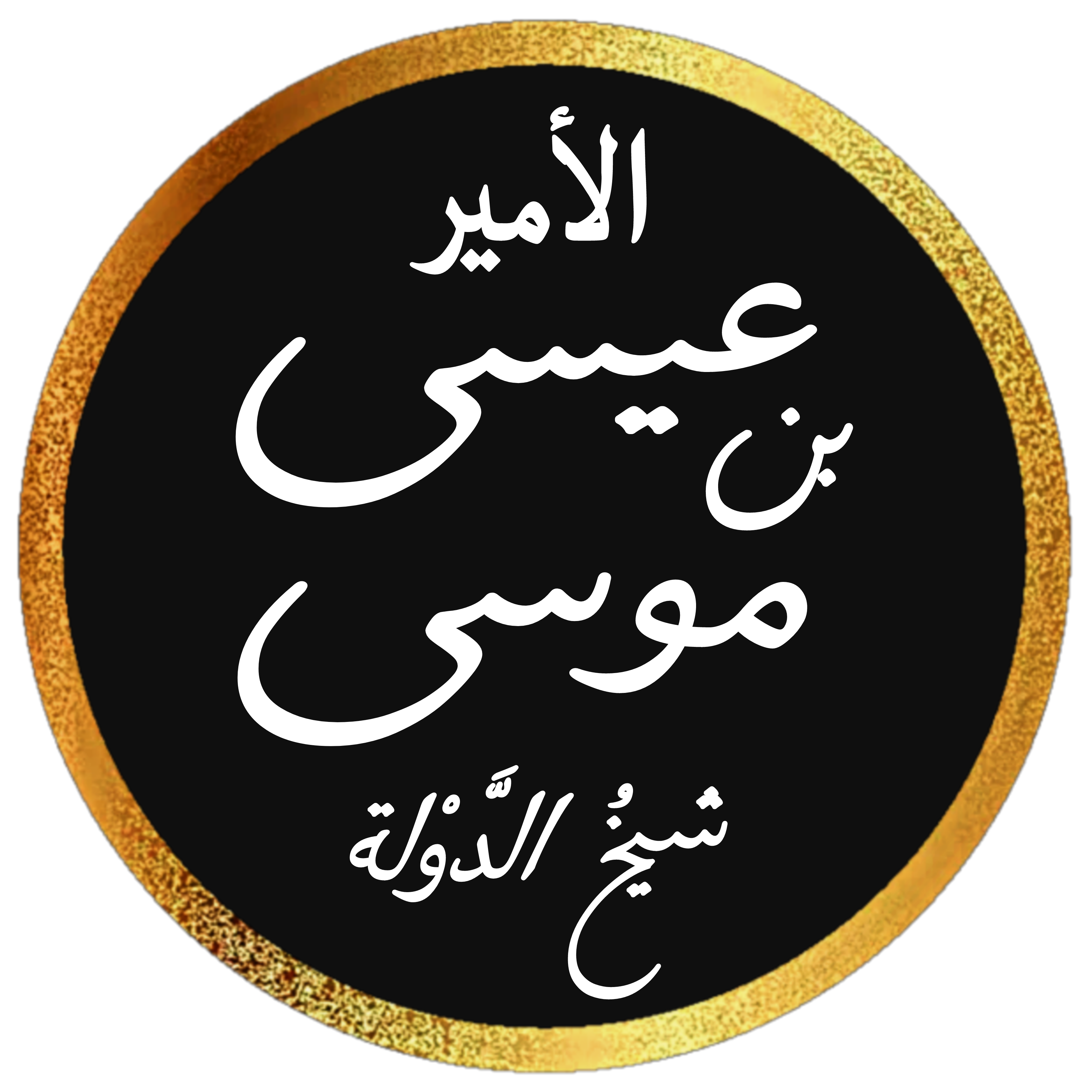
تخطيط باسم الأمير عيسى بن موسى العبَّاسي، الذي استمر غالبًا في ولاية العهد الثانية منذ خلافة أبي العبَّاس حتى خُلع أخيرًا في خلافة المهدي، بعد قرابة 22 عامًا من توليته العهد.

لم يجد عيسى بُدًا من التوجه إلى مدينة السلام، حيث وصلها في اليوم السادس من محرم 160هـ / 23 أكتوبر 776م، واستقبله المهدي بحفاوة ظاهرية وأكرمه، وأسكنه في دار على شاطئ دجلة، محاولًا إيهامه بأن كل شيء على ما يرام. ولكن سرعان ما بدأ الضغط الحقيقي حين أتيحت الفرصة لذلك. ففي أحد الأيام، عندما كان عيسى في دار المهدي وجالسًا في مقصورة مخصصة للربيع بن يونس الحاجب، هاجم أنصار المهدي المقصورة وحاصروها بشراسة، محاولين كسر الباب وتطاولوا على عيسى بالسباب والشتائم. كان المشهد بأسره بتخطيط مسبق، ورغم إبداء المهدي استياءً ظاهريًا من سلوك أنصاره، إلا أنه لم يتخذ أي خطوة حقيقية لإيقافهم، مما أظهر بأن الحادث برمته قد جرى تحت معرفته. خلال تلك الفترة، كان الضغط على عيسى يتصاعد باستمرار، وأصبحت رسائل المهدي المتتابعة تتوسل إلى عيسى بخلع نفسه طوعًا، مستخدمًا أساليب الترغيب والترهيب. ورغم ذلك، أصر عيسى على رفضه، متمسكًا بأيمانه التي أقسم بها سابقًا على التمسُّك بولاية العهد.
قرر المهدي استقدام فقهاء الدولة وقضاتها لتقديم الفتوى التي ستُبرر لعيسى التخلص من أيمانه بسبب عناده المستمر. من بين هؤلاء الفقهاء كان عبد الله بن علاثة والزنجي بن خالد المكي، وأقروا جميعًا بجواز تحلل عيسى من أيمانه، مما شكّل ضغطًا شرعيًا إضافيًا عليه. بعد مفاوضات مطولة وضغوط متواصلة، رضخ عيسى بن موسى أخيرًا للضغوط، وخلع نفسه رسميًا من ولاية العهد يوم الأربعاء 26 محرم 160هـ / 12 نوفمبر 776م، بعد صلاة العصر. وفي اليوم التالي، خرج المهدي إلى مسجد الجماعة في الرصافة وأعلن خلع عيسى من ولاية العهد وتولية موسى مكانه، مؤكدًا أن هذا القرار جاء بناءً على رغبة أهل البيت العباسي وشيعته وقادته، في خطوة تهدف إلى استقرار الحكم وضمان وحدة الأمة. بعد الخطبة، بايع الناس موسى بن المهدي ذو الثانية عشر من عمره، باعتباره وليُّ العهد الشرعي، ووُثّق خلع عيسى رسميًا وأُشهد عليه في صفر 160هـ / نوفمبر 776م. أوفى المهدي بجميع التعويضات والحقوق التي وعد بها عيسى، محاولًا تهدئته وإرضاءه بعد انتزاع حقه في ولاية العهد منذ خلافة أبي العبَّاس، وعمر عيسى أثناء خلعه، نحو السابعة والخمسين عامًا.

### أحواله وأعماله في خلافة أبيه
بعد استقرار ولاية عهد موسى بن المهدي، الذي لقَّبهُ أبوه بالهادي، عزَّز أبيه نفوذه ومنحه صلاحيات أوسع في إدارة شؤون الدولة لتجهيزه للحكم مستقبلًا. ففي سنة 161هـ / 778م، صرف المهدي أبان بن صدقة عن العمل مع هارون بن المهدي، ونقله ليعمل مباشرةً مع موسى الهادي، ثم منحه منصب كاتب ووزير ناصح للهادي، وجعل مكانته تقارب مكانة يحيى البرمكي لدى هارون. وفي هذه السنة أيضًا، أسند المهدي لابنه الهادي مهمة الحج، ليكون مسؤولًا عن قيادة الحجيج وتأمين سلامتهم خلال رحلة الحج إلى مكة، وعامل الحجاز واليمامة هو الأمير جعفر بن سليمان العبَّاسي. يعد تكليف الهادي بقيادة الحج اعترافًا رسميًا بسلطته كولي عهد، ومحاولة من المهدي لتعزيز مكانة ابنه في أعين الناس، ولا سيما كبار القادة والعلماء الذين يرافقون قوافل الحج من مختلف الأقاليم.

### استخلافه في بغداد وبروز نجم الرَّشيد

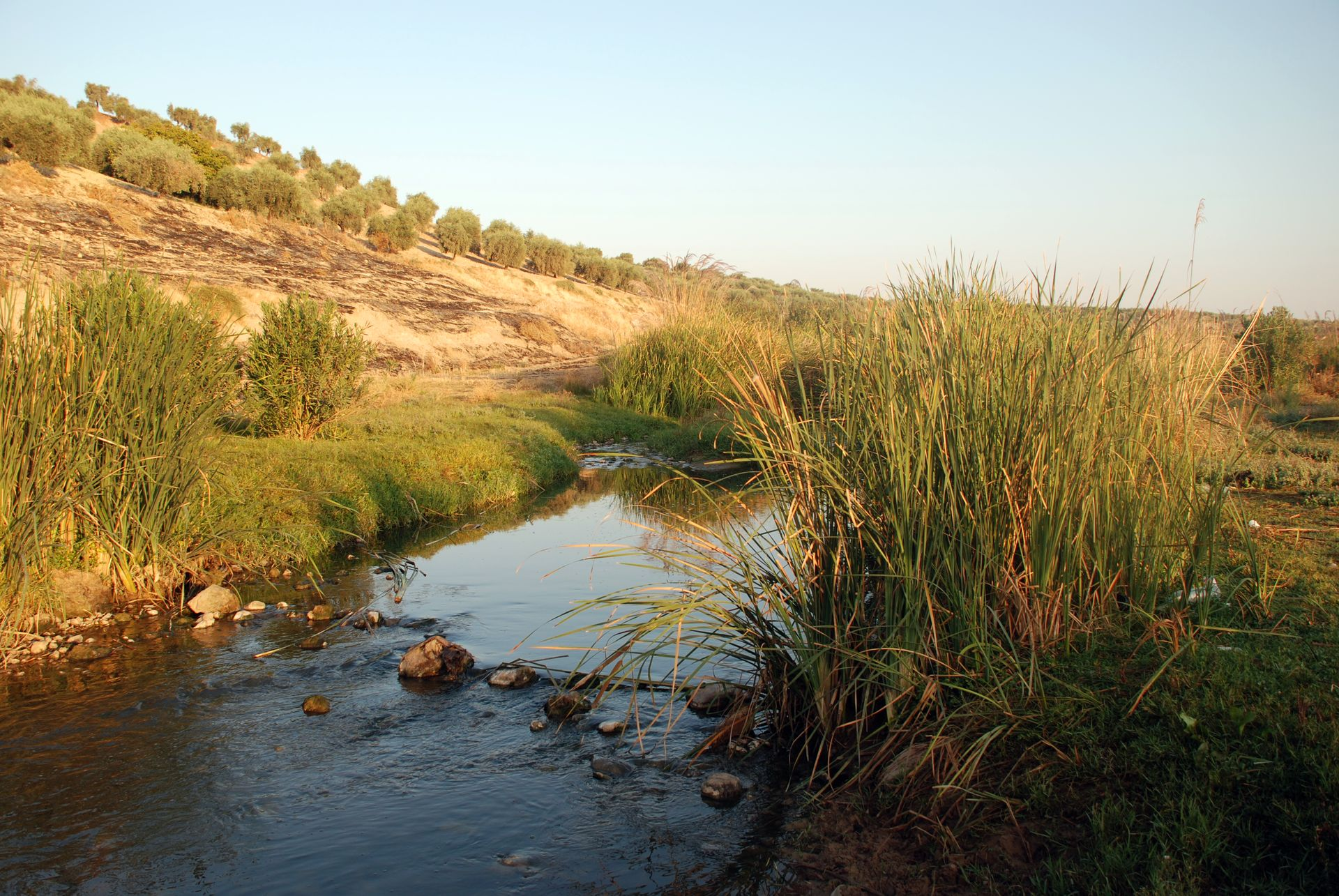
حين وصل المهدي إلى حلب، علم بوجود زنادقة في نواحيها، فقتلهم وأفنى خلقًا منهم، وأحرق كتبهم. (2009)

جهز الخليفة المهدي لحملةٍ ضخمة على الرُّوم، إذ أمر بتجهيز الجنود من خراسان وسائر الولايات الإسلاميَّة ضمن سيطرته، استعدادًا لغزو الثُّغور مع الرُّوم. تعددت أهداف حملة المهدي، فإضافةً إلى رغبة الخلافة العبَّاسية في توسيع رقعتها والسيطرة على معاقل الروم، أراد المهدي اختبار قدرات ابنه هارون في الميدان العسكري ليؤكد جدارته مستقبلاً. في سنة 163هـ / 780م، استخلف المهدي ابنه ووليُّ عهده الوحيد موسى الهادي على بغداد وعهد إليه بإدارة شؤون الخلافة نيابةً عنه، بينما خرج بنفسه مع هارون على رأس الجيوش نحو الثغور. وفي أثناء مسيره قرب حلب، انتدب نفسه لقتل الزنادقة الذين ظهروا في نواحيها، قبل الهجوم على حصون الرُّوم. بعد القضاء على الزنادقة وإحراق كتبهم في نواح حلب، قرر المهدي إرسال هارون ليتولى القيادة العسكرية بنفسه، وذلك على رأس جيش ضخم بلغ نحو 95 ألف مقاتل. خرج الجيش العبَّاسي من جيحان، وتوجّه نحو أرض الرُّوم، تحت إمرة هارون، وبصحبة قادة كبار مثل عبد الملك بن صالح العبَّاسي ويحيى بن خالد البرمكي والربيع الحاجب، وفتح حصن سمالوا بعد حصارٍ دام 38 يومًا، ثم فتح عددًا من الحُصون. عاد هارون بالجيش مع غنائم كبيرة، واستقبلهم أهالي بغداد فرحين، ثم كافأه المهدي بتوليته الولايات الغربيَّة وأذربيجان وأرمينية.

### هارون الرَّشيد وليًا ثانيًا للعهد

خريطة طبوغرافيَّة تظهر خليج القُسْطنْطينيَّة (بحر مرمرة حاليًّا)، التي وصل إليها العبَّاسيون في آخر حملةٍ عربيَّة إسلاميَّة على القسطنطينية، بقيادة الأمير هارون بن المهدي، في سنة 165هـ / 782م.

بعد فشل حملة عبد الكبير بن عبد الحميد الخطَّابي نحو الرُّوم في سنة 164هـ / 781م، غضب المهدي من تصرُّفه في الفرار آنذاك حتى أراد قتله لولا أن شُفِّع فيه. أمر المهدي بحشد أعدادًا كبيرة من المُقاتلين والمُتطوعين، بهدف إعادة الاعتبار، وقرر تولية هارون ابنه قيادتها من جديد، ليشن حملةً جديدة كبيرة في سنة 165هـ / 782م، وتوغل الجيش العبَّاسي في أراضي الرُّوم وتعمَّق فيه حتى وصل إلى خليج القسطنطينية، مما أثار رُعب الرُّوم، مُجبرًا الإمبراطورة إيرين الأثينية على طلب الصُّلح فورًا ودفع الجزية للخلافة لثلاث سنوات قادمة. عاد هارون إلى بغداد منتصرًا سنة 165هـ / 782م، وسط احتفاء واسع من الأهالي والخليفة المهدي نفسه، الذي استبشر بانتصاراته المُتكررة، مما شجَّعه بأخذ البيعة له بولاية العهد بعد أخيه موسى الهادي، وذلك في 17 محرم 166هـ / 30 أغسطس 782م، مُطلقًا عليه لقب الرَّشيد. دلت هذه الأحداث لوجود مؤشرًا واضحًا على تقاسم للنُّفوذ بين موسى الهادي، الذي كان يمارس الحكم في بغداد نيابةً عن أبيه، وبين أخيه هارون الذي ازدادت شعبيته بفعل انتصاراته العسكرية وإنجازاته على الرُّوم.

### حملة الهادي نحو طبرستان

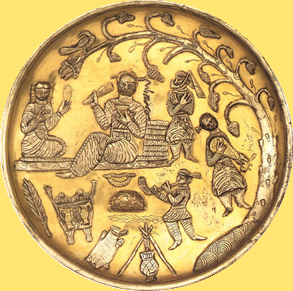
طبق فضي طبرستاني مطلي بالذهب، يعود للقرن السابع أو الثامن الميلادي. (2017)

وجَّه الخليفة المهدي ابنهُ ووليَّ عهده موسى الهادي على رأس حملةٍ عسكريَّة كبيرة إلى جُرْجان في سنة 167هـ / 783م، لمُحاربة ونداد هُرمُز وشروين، صاحبي طبرستان، وجهَّزهُ المهدي بجيشٍ كثيف وعتادٍ ضخم وُصف بأنه لم يُجهَّز أحدٌ بمثله من قبل. عيَّن المهدي للهادي طاقمًا مُساعدًا، فجعل أبان بن صدقة مسؤولًا عن الرسائل، ومُحمَّد بن جميل قائدًا للجُند، ونُفيعًا (مولى المنصور) للحِجابة، وعلي بن عيسى بن ماهان على الحرس. سيَّر الهادي الجُنود لمُحاربة صاحبي طبرستان، وأمَّر عليهم يزيد بن مزيد الشَّيباني، الذي نجح في مُحاصرتهما، واستمرت التعزيزات بالقدوم بعد مجيء سعيد الحرشي في أربعين ألف مُقاتل سنة 168هـ / 784م، لاستتباب الأمن في طبرستان ذات الغالبيَّة المجوسيَّة.
خضع ونداد هُرمُز لهذا الضغط العسكري وطلب الأمان من موسى الهادي، الذي كان لا يزال في جُرجان مُرابطًا، فأمَّنهُ الهادي بعدما أقسم له بالوفاء. قدم ونداد على الهادي، ثُمَّ رافقه في طريق عودته نحو بغداد. خلال مسيرهم، وصلهم خبر وفاة المهدي، فعجَّل الهادي بالتوجه إلى بغداد لتولِّي حكم الخلافة العبَّاسية خلفًا لأبيه. بعد فترة من تولي الهادي الخلافة، أقدم وندا سفان، الأخ الأصغر لونداد هُرمُز، على قتل بهرام، عامل الخليفة على جُرجان. عندما بلغ الخبرُ الخليفة الهادي، أمر بإحضار ونداد هُرمُز لقتله قصاصًا بدم عامله، واستتابت ولاية طبرستان وشؤون قهستان في خلافته.

### خلافه مع أبيه المهدي ووفاة الأخير

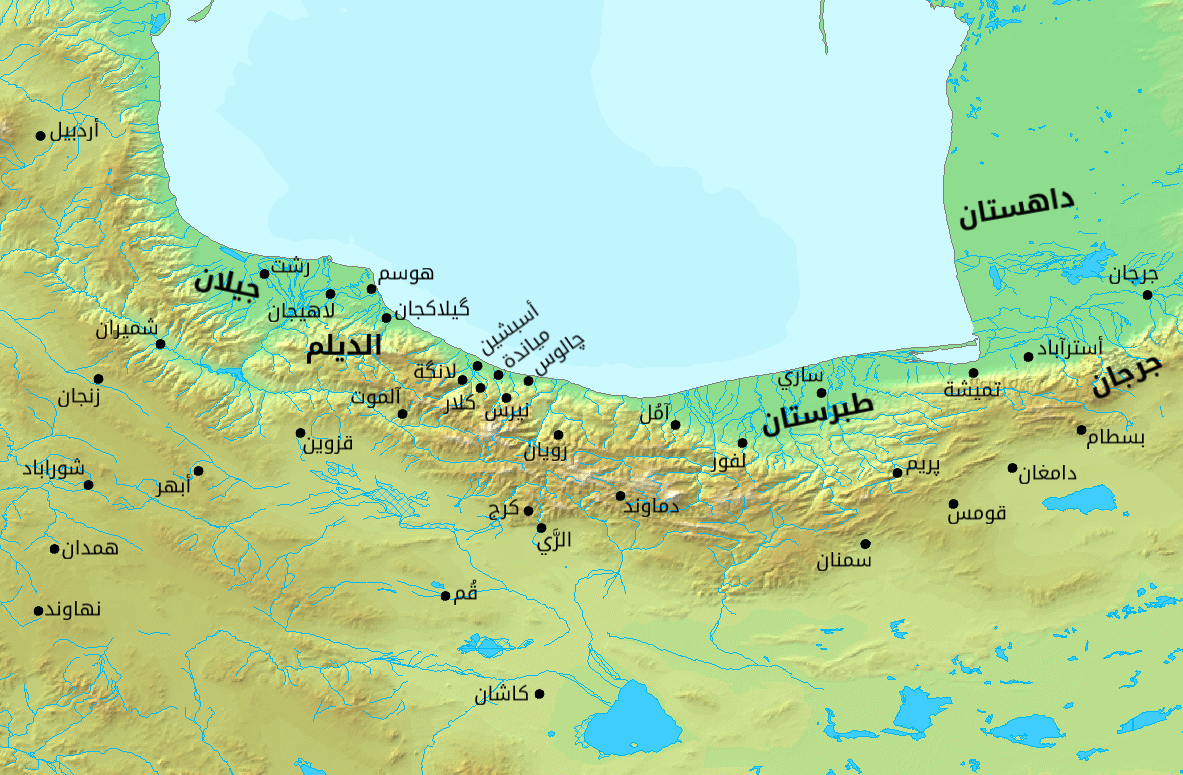
خريطة تظهر منطقة طبرستان (شمال إيران المُعاصرة).

في الوقت الذي كان فيه موسى الهادي، وليُّ العهد المُعيَّن، مُنهمكًا في إدارة الحملة العسكرية التي وجَّهه إليها والده في جرجان وطبرستان حوالي سنة 168هـ / 784م، بدأت تصله مؤشرات مقلقة عن تغيُّر موقف والده الخليفة المهدي تجاه ولاية العهد، إذ بدا واضحًا أن المهدي يميل بشكل متزايد نحو أخيه الأصغر هارون الرشيد، بل ويفكر جديًا في تقديمه على الهادي في ترتيب الخلافة، على الرغم من كون الهادي هو وليُّ العهد الرسمي.
تجسدت نوايا المهدي في استدعائه لابنه الهادي، الذي لا يزال مرابطًا بجيشه بعيدًا لمحاربة ونداد هُرْمُز، طالبًا منه العودة فورًا إلى بغداد. ارتاب الهادي من هذا الاستدعاء المفاجئ، واعتقد على الأرجح أنها خطوة تمهيدية لعزله عن ولاية العهد التي يراها حقًا له، مستذكرًا ما جرى مع سلفه عيسى بن موسى حين خُلع لصالحه قبل ثمانية سنوات. ومما زاد من شكه وعزز موقفه، علمه بأن والدته الخيزران بنت عطاء نفسها كانت تدعم مساعي تقديم الرشيد عليه، وبناء على ذلك، رفض الهادي الامتثال لأمر والده بالعودة.
استمر المهدي في الضغط، وأرسل رسولًا آخر إلى الهادي، إلا أن الأخير، والمُدرك لما يُحاك ضده، قابل الرسول بالصد وأهانه، مؤكدًا رفضه القاطع للقدوم. أثار تصرُّف الهادي غضب المهدي، فقرر الخليفة حسم الأمر بنفسه والتوجه بجيشه نحو ابنه لإجباره على الطاعة أو الخلع، فخرج من بغداد في 11 مُحرَّم 169هـ / 23 يوليو 785م، مُستصحبًا معه هارون الرَّشيد. حال القدر دون وصول المهدي إلى وجهته أو تحقيق مراده، إذ توفي بشكل مفاجئ أثناء رحلته في قرية تُدعى الرُّذ بمنطقة ماسبذان (التابعة لولاية الجبال) في يوم 22 مُحرَّم 169هـ / 4 أغسطس 785م. تولَّى ابنه ووليُّ عهده الثاني، هارون الرشيد الصلاة عليه.

## توليه عرش الخلافة

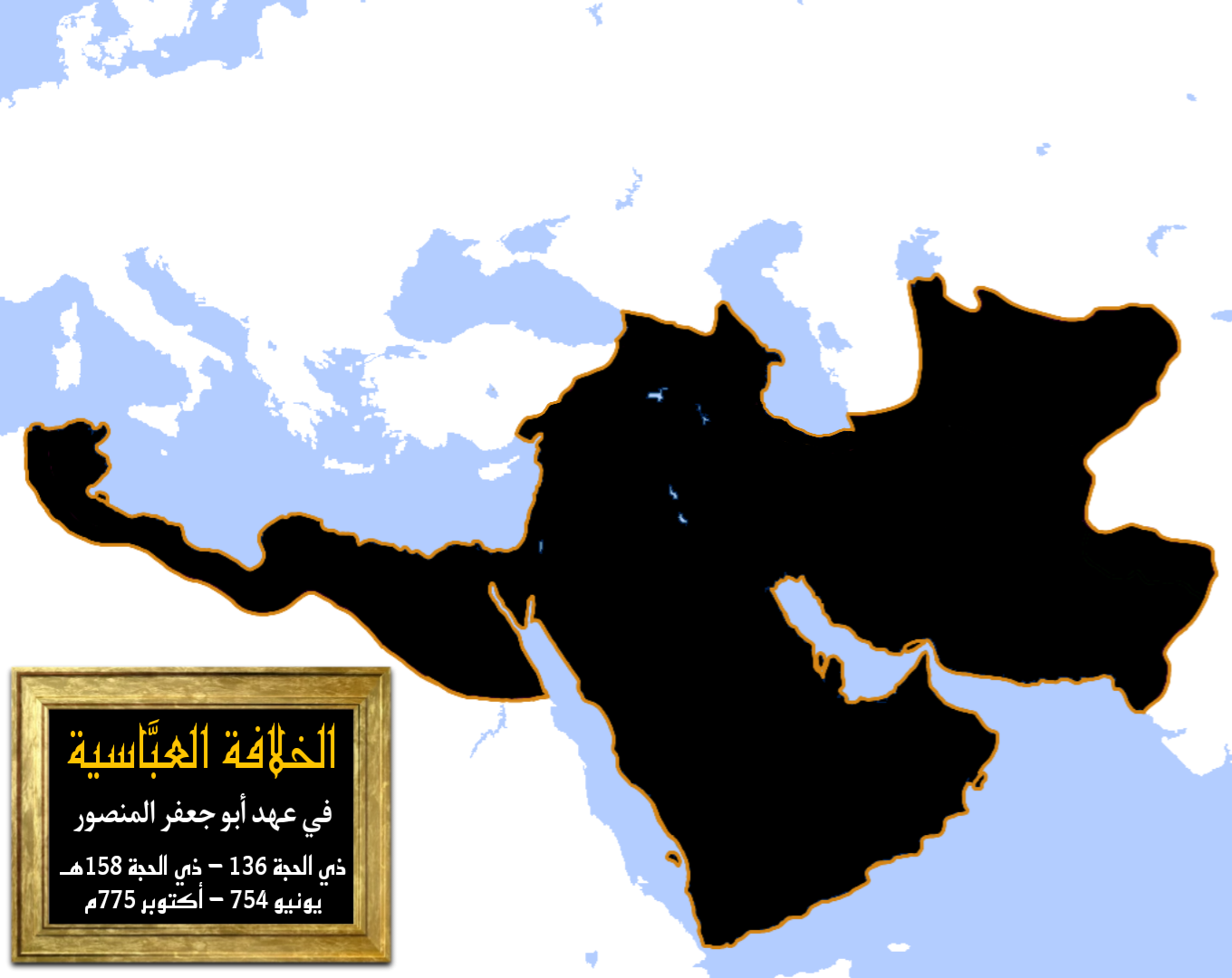
خريطة تظهر الخلافة العبَّاسية في خلافة أبي جعفر المنصُور، ونفسها في خلافة الهادي.

بعد وفاة أبيه المهدي في ماسبذان يوم 22 مُحرَّم 169هـ / 4 أغسطس 785م، بُويع موسى الهادي خليفةً في نفس اليوم وهو مُقيم في جُرجان يحارب المُتمرِّدون في طبرستان. بادر هارُون الرَّشيد المُرافق للمهدي في ماسبذان، بإعلان خلافة أخيه الأكبر موسى الهادي وبايعه على الطاعة، مُثبتًا بذلك انتقال السلطة إليه. وجريًا على عادة الاعتراف بالخلافة، بعث الرَّشيد إلى الهادي بالشِّعارات الرَّسميَّة، وهي البُردة النبويَّة، والقضيب، وخاتم الخلافة، مُرفِقًا إياها برسالة تحمل تعازيه بوفاة والدهما وتهنئته بتولِّيه منصب الخلافة، بإيعاز ونصيحة من يحيى البرمكي. انطلق موسى الهادي بأقصى سرعة مُتجهًا إلى بغداد في عشرون يومًا فقط، ليصل بغداد في 20 صفر 169هـ / 1 سبتمبر 785م، إذ خشى من شغب الجند وتنفُّذ بعض المسؤولين ممن لا يُميلون إليه. وقيل أن الهادي أدرك خبر وفاة المهدي خلال مجيئه إلى العراق وبرفقته ونداد هُرمُز، من حكام طبرستان.
باشر الهادي تثبيت أركان حكمه فعليًا، فأخذ البيعة العامة لنفسه من كبار رجال الدولة وقادة الجند وعامة الناس في حاضرة الخلافة. ثم التفت إلى ترتيب البيت الداخلي للسلطة، وأبرز تحدٍ له تجلَّى بموقف الربيع بن يونس، الحاجب صاحب النفوذ الواسع، والذي تغيَّب أو تردد في البداية، لكن الهادي في خطوة سياسية ذكية، عفا عنه وثبته في منصب الحاجب، بل وزاده نفوذًا بإسناد الوزارة وبعض الولايات الأخرى إليه، ضامنًا بذلك ولاؤه. سار الهادي في بداية عهده على نهج أبيه في الإنفاق والبذل لكسب الولاء وتأليف القلوب. أقام الهادي في قصر الخُلد شهرًا بعد مجيئه إليها، ثم تحول إلى بستان أبي جعفر، ثم استقر في عيساباذ.

### ثورة الحسين الفخِّي

#### خلفية الأحداث

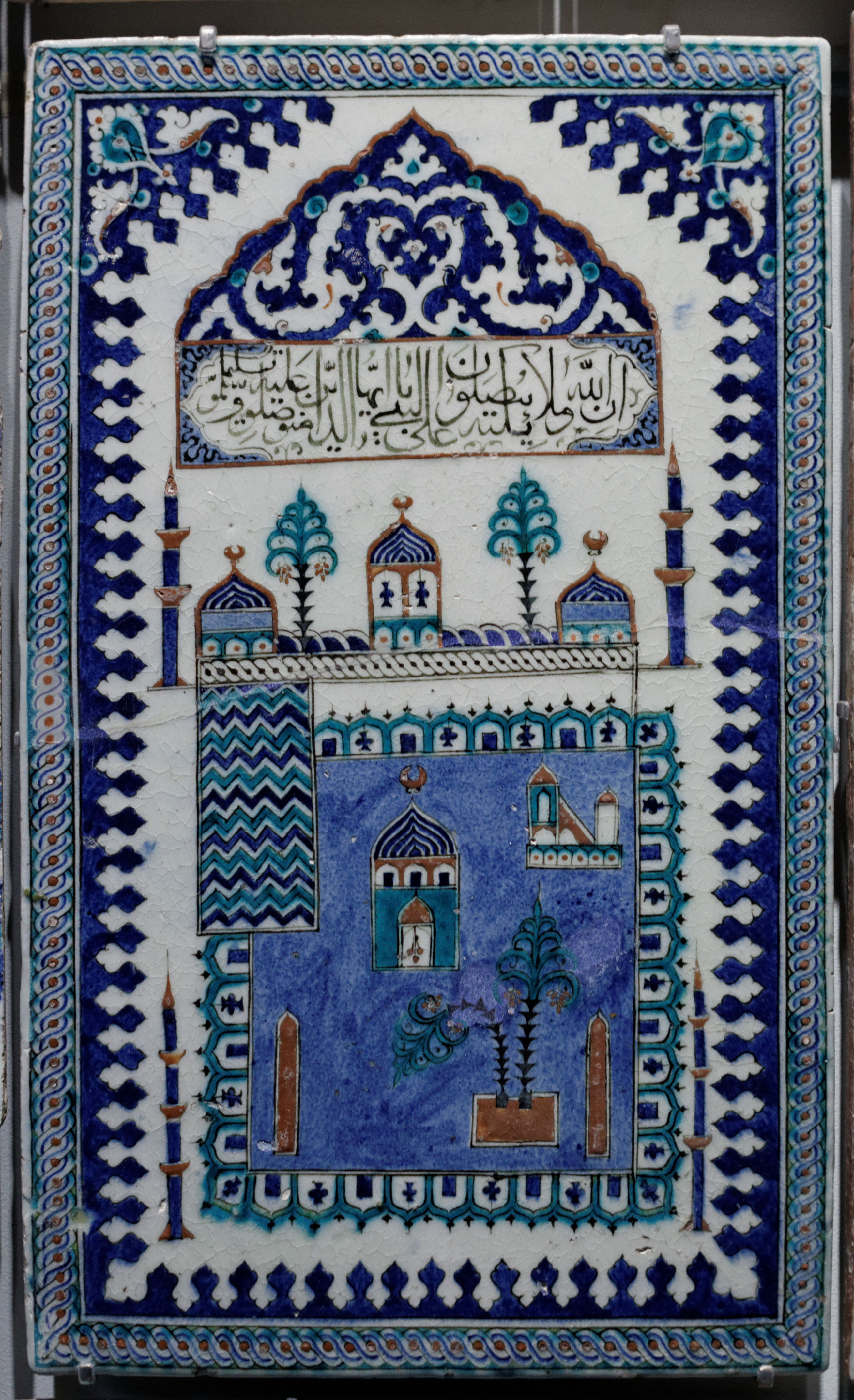
لوحة تُصوِّر المسجد النَّبويَّ الشَّريف، والذي اعتصم فيها الحسين بن علي المعرُوف بالفخِّي.

لم تمضي شهور قليلة على تولي الهادي الخلافة، حتى واجه تحديًا داخليًا خطيرًا في الحجاز سنة 169هـ / 786م، تمثَّل في ثورة قادها الحُسين بن علي بن الحسن المُثلَّث، من أحفاد الحسن بن علي بن أبي طالب. اندلعت شرارة الأحداث في المدينة المنورة بسبب التشدد الذي أبداه واليها الجديد المُعيَّن من قبل الهادي، وهو عمر بن عبد العزيز العمري (من نسل عمر بن الخطاب). قام العمري بإجراءات الحد بحق بعض الشخصيات، منهم الحسن بن محمد بن عبد الله (المعروف بأبي الزفت)، وآخرين، وأمر بضربهم والتشهير بهم لكونهم شربوا النبيذ الذي أحلَّهُ أهل العراق وحرَّمه أهل المدينة، مما أثار حفيظة الحسين بن علي واحتج بذلك، فاستجاب الوالي جزئيًا وأمر بسجنهم بدل التشهير بهم.
تفاقم الوضع حين تخلف الحسن بن محمد عن الحضور المفروض على بعض الطالبيين، رغم أن الحسين بن علي، ويحيى بن عبد الله قد كفلاه سابقًا. استدعى الوالي الكفيلين وهددهما، فما كان من يحيى إلا أن أقسم قسمًا مغلظًا بإحضار الحسن أو مواجهة الوالي بنفسه، وهو ما اعتبره الحسين قسمًا متسرعًا. قرر الحسين ويحيى ومن معهما التعجيل بثورتهم المُخطط إعلانها لها في مكة خلال موسم الحج، غير أنهم قرروا الظهور في المدينة المنورة. وفي خلال ساعات الفجر، اقتحم الحسين وأنصاره المسجد النبوي، وطلبوا من الناس بيعته على مبدأ الرِّضا من آل مُحمَّد. سرعان ما وقعت مواجهة مع قوات الوالي، وتمكن يحيى وإدريس (أخوا النفس الزَّكيَّة) من قتل قائد الجند العبَّاسي خالد البريدي، مما أدى لهزيمة قوات الوالي وانسحابهم، ثم نهب الثوار بيت المال في المدينة. سيطر الحسين وأتباعه على المدينة المنورة لمدة أحد عشر يومًا، بهدف التجهيز والاستعداد للمغادة إلى مكَّة.

#### واقعة فخ

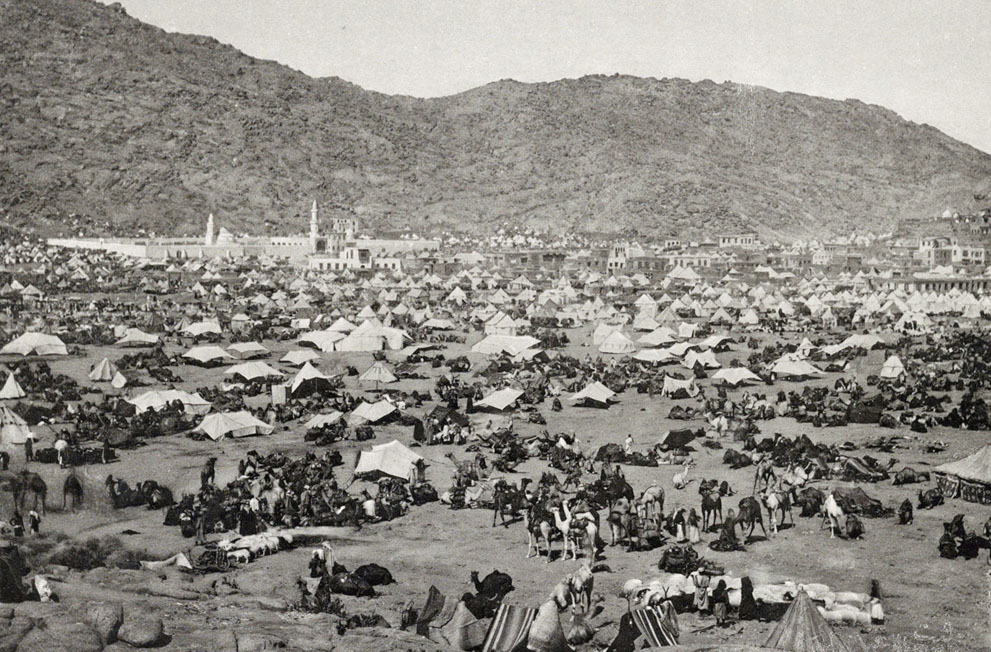
صورة لوادي منى، حيث يبيت فيها الحجَّاج بدءًا من يوم التَّروية. (1889)

ترك الحسين بن علي الفخِّي وأصحابه استياءً كبيرًا لدى أهل المدينة بما فعل، إذ مُنع الناس من الصلاة في المسجد، واتخذوا منه إقامةً لهم، فضلًا عن قيام أصحابه بتدنيس المسجد بقاذوراتهم. وقبل رحيل الحسين من المدينة، قال لهم: «يا أهل المدينة! لا خلف الله عليكم بخير»، فردوا عليه قائلين: «بل أنت لا خلف الله عليك ولا ردّك علينا!». قام أهالي المدينة بتنظيف المسجد بعد رحيلهم، وعادت المدينة بيد العبَّاسيين. عند وصوله إلى مكة، استقطب الحسين مزيدًا من الأنصار بدعوته العبيد للانضمام إليه مقابل حريتهم.
وصلت أنباء الثورة إلى الخليفة الهادي، فأصدر أوامره بالتصدي لها، مُكلفًا محمد بن سليمان العبَّاسي بقيادة القوات العبَّاسية، مستفيدًا من وجود عدد من كبار أمراء البيت العبَّاسي في مكة لأداء الحج، مثل سليمان بن المنصور، والعبَّاس بن مُحمَّد، وموسى بن عيسى، وغيرهم. احتشدت القوات العبَّاسية في ذي طوى، والتقى الطرفان في وادي فخٍّ، القريب من مكة، وجرت معركة دامية بينهما في يوم التروية (8 ذي الحجة 169هـ / 19 يونيو 786م)، انتهت بهزيمة الحسين الفخِّي، ومقتله مع عدد كبير من أصحابه وأقاربه من الثَّائرين، وأُمِّنت أخت الحُسين التي كانت حاضرة من خلال تركها بأمانة الأميرة زينب بنت سليمان العبَّاسية.

#### أبعاد الثورة

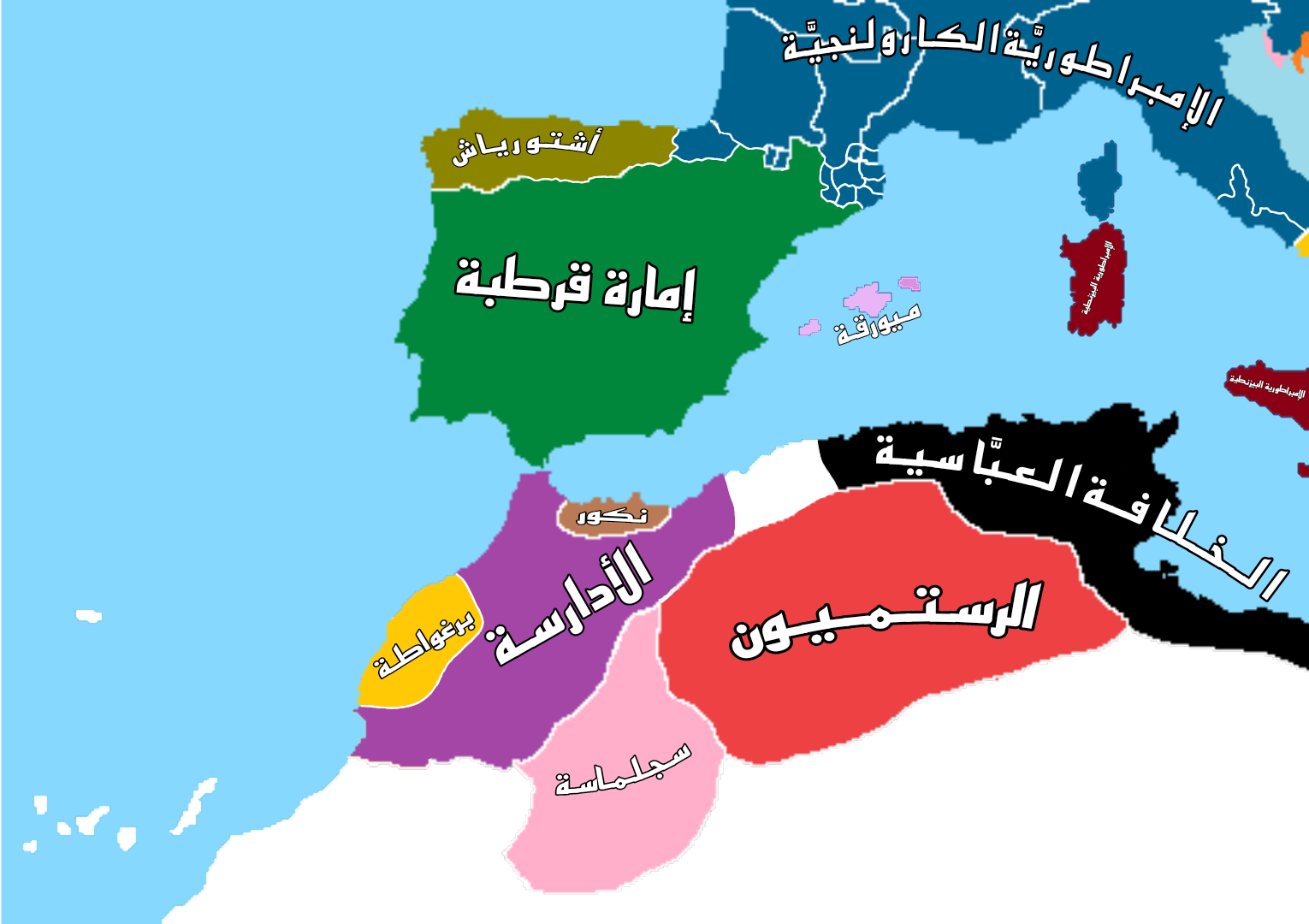
خريطة تظهر توزُّع الدُّول والممالك والإمارات في المغرب الأقصى وما جاورها سنة 183هـ / 800م، ويظهر فيها دولة الأدارسة.

أحدثت المعركة فجوةً متزايدة بين العبَّاسيين والعلويين، فعلى الرغم من إعطاء الأمان لأبي الزفت الحسن بن محمد، إلا أن موسى بن عيسى قتله وصادر ماله، مما أثار غضب الخليفة الهادي، الذي عاقب موسى ابن عمِّه بمصادرة أمواله لتستمر المصادرة حتى وفاة موسى. وعُوقب مُبارك التركي بسبب موقفه المتذبذب في المدينة، فصادر الهادي أمواله وأهانه بتعيينه سائسًا للدواب. أما الهادي نفسه، فقد استقبل رأس الحسين بحزن وانزعاج، ولام القادة العباسيين على ما حدث، قائلًا: «كأنكم والله جئتم برأس طاغوت من الطواغيت! إن أقل ما أجزيكم به أن أحرمكم جوائزكم»، وحرمهم من مكافآتهم لتلك السنة. ومن أهم نتائج معركة فخ، تمكن إدريس بن عبد الله من النجاة بنفسه من المقتلة، والفرار إلى مصر. وهناك، لقي مساعدة من واضح، مسؤول البريد العبَّاسي، وكان رافضيًا، سهّل لإدريس الهروب إلى المغرب الأقصى. وصل إدريس إلى مدينة وليلي، حيث بايعه البربر فيها، مُؤسسًا بذلك نواة الدولة الإدريسيَّة المُستقلة عن الخلافة العباسيَّة لاحقًا. لم يلبث الهادي أن اكتشف دور مسؤول البريد واضح، في تهريب إدريس، فأمر بإعدامه وصلبه.

### مُحاربة الزَّنادقة

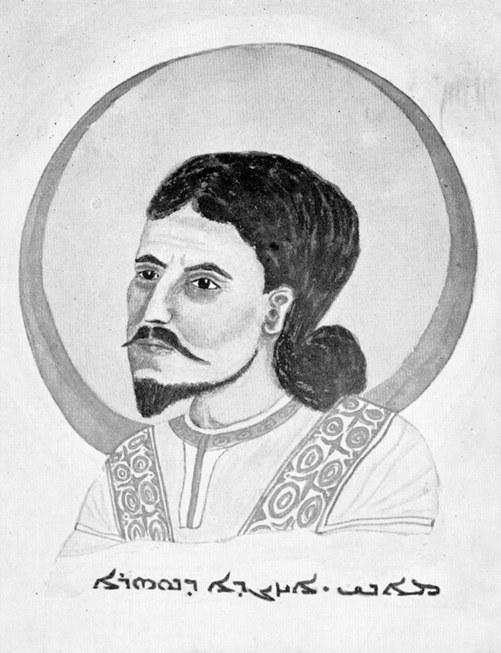
رسمٌ تخيُّلي لماني، مُؤسس الديانة المانويَّة، إحدى الديانات التي تبنَّاها الزنادقة في العصر العبَّاسي.

ورث الهادي قضية فكريَّة وسياسيَّة كبيرة عُرفت بالزَّندقة، ومثلت أحد أبرز الملفات في عهد أبيه المهدي وأكثرها حساسية. فالزندقة، بمفهومها الواسع آنذاك، شمل تعويمًا للأفكار المثنويَّة المانويَّة، ومحاولات للعودة للمعتقدات المجوسيَّة القديمة وإحياء النُّفوذ الفارسيُّ السَّاساني القديم، بالإضافة إلى ظهور الشُّعوبيَّة، فضلًا عن التشكيك في الإسلام والعرب عمومًا. اعتقد المهدي بوجود خطر ديني وسياسي كبير يهدد تماسك الخلافة العبَّاسية وعقيدة المُسلمين، فتصدَّى لهذا التيار بقوة، فوصلت حملة الملاحقة والتتبع أوجُّها في عهده، إذ أنشأ ديوانًا خاصًا للتحقيق مع المتهمين بالزندقة حوالي سنة 167هـ / 783 أو 784م، وعُرف رئيسه بلقب صاحب الزنادقة. أُعدم في عهده شخصيات بارزة اتُهمت بالزندقة ونشر أفكارها، من أشهرهم الشاعر بشار بن برد الذي قُتل جلدًا بالسياط،، والشَّاعر صالح بن عبد القدوس، وعبد الكريم بن أبي العوجاء، أحد ممن وضعوا الأحاديث عن النَّبي مُحمَّد. ورغم أن المهدي كان يمنح فرصة للتوبة، إلا أن سياسته العامة كانت تتسم بالصرامة تجاه هذا التيار.

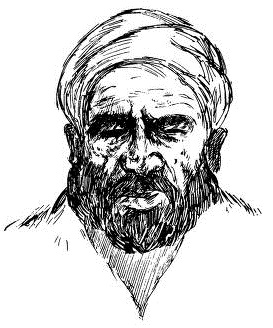
رسم تخيُّلي للشاعر بشار بن برد، الذي قضى ضربًا بالسياط حتى الموت لزندقته سنة 168هـ / 784م.

أوصى المهدي قبل وفاته، ابنه الهادي في الاستمرار بمُحاربة الزَّنادقة، قائلًا: «يا بني، إن صار لك هذا الأمر، فتجرد لهذه العصابة (أي الزنادقة)، فإنها فرقة تدعو الناس إلى ظاهر حسن، كاجتناب الفواحش والزهد في الدنيا والعمل للآخرة، ثم تخرجها إلى تحريم اللحم ومس الماء الطهور وترك قتل الهوام تحرجًا وتحوبًا، ثم تخرجها من هذه إلى عبادة اثنين، أحدهما النور والآخر الظلمة، ثم تبيح بعد هذا نكاح الأخوات والبنات، والاغتسال بالبول، وسرقة الأطفال من الطرق لتنقذهم من ضلالة الظلمة إلى هداية النور، فارفع فيها الخشب، وجرد فيها السيف، وتقرب بأمرها إلى الله لا شريك له».

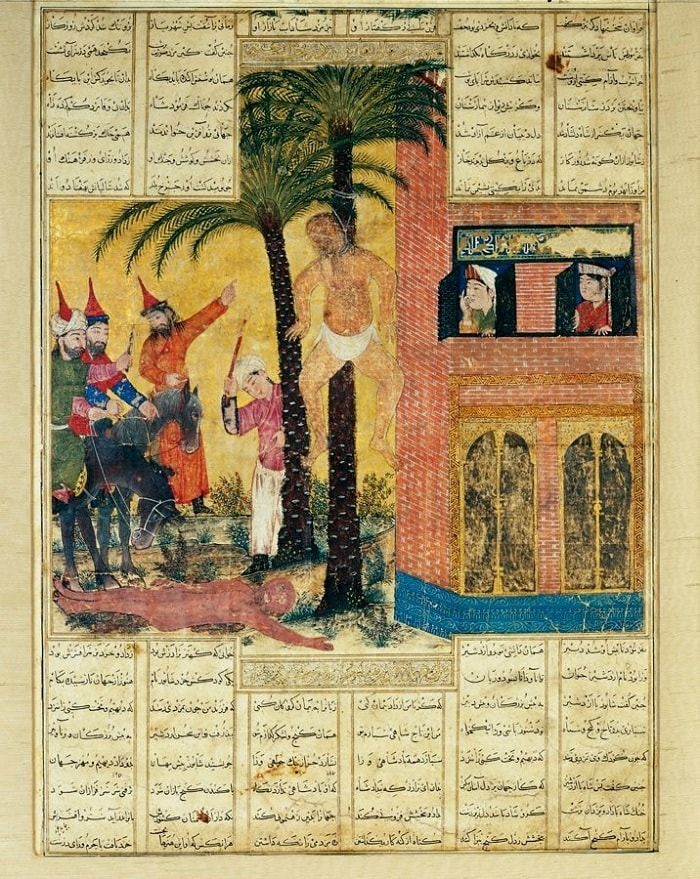
رسمٌ يُظهر إعدام ماني، مؤسس الديانة المانويَّة. أحد الديانات التي راجت بين الشُّعوب الفارسيَّة جنبًا إلى جنب مع المجوسيَّة. واجهها العبَّاسيُّون بقُوَّة منذ خلافة المنصُور (حكم 136 – 158هـ / 754 – 775م).

استمر الهادي في سياسة أبيه نحو الزنادقة عند توليه الخلافة سنة 169هـ / 785م، بل زاد من وتيرة ملاحقتهم وقتلهم في أوائل أشهر خلافته. ومن بينهم: يزدان بن باذان، كاتب ليقطين بن موسى (أحد رجال الخلافة). وعلي بن يقطين، ابن يقطين المذكور، إذ نُقل عنه إظهاره استخفافًا بشعائر الحج، وقال تشبيهًا للحُجَّاج: «ما أشبههم إلا ببقر تدوس في البيدر». أمر الهادي بقتل علي بن يقطين وصلبه. ويُذكر أن خشبته سقطت على رجل من الحُجَّاج فقتلته وقتلت حماره. شمل الاتهام أيضًا ابنًا لداود بن علي العبَّاسي، لكنه توفي في حبس المهدي قبل وفاته. وممن اتُّهم بالزَّندقة: يعقوب بن الفضل الحارثي، من ذرية الحارث بن عبد المطلب، وجاء مقتله تنفيذًا مباشرًا لوصية المهدي، لامتناع الأخير عن قتله بنفسه ليمين حلفه بألا يقتل هاشميًا في خلافته. وحين أُحضرت أسرته، وُجدت ابنته فاطمة حبلى من أبيها وأقرت بذلك، وأقرت مع أمها بالزَّندقة، لتُرسلا إلى ريطة بنت أبي العباس (عمة الهادي)، وبعد تعنيف ريطة بالكلام لهما، ضُرب على رأسيهما شيئًا يُقال له الرعبوب، فماتتا فزعًا. أما ابنة يعقوب الأخرى، أروى، فقد بقيت وتزوجت لاحقًا من ابن عمها الفضل بن إسماعيل وهو رجل لا بأس به في دينه.
جيء إلى الهادي برجل شتم قريشًا وتجاوز ذلك مُتعرِّضًا النبي مُحمَّدًا، فعقد الهادي مجلسًا رسميًا لهذا الأمر بهدف التثبُّت، أحضر فيه فقهاء العصر ومن كان بحضرته من رجال الدولة، ثم استدعى الرجل المتهم والشهود. بعد إدلاء الشهود بشهادتهم بما سمعوه، تغيّر وجه الهادي ثم نكس رأسه، ثم رفع وقال، مستشهدًا بحديث سمعه عن آبائه يرفعه إلى عبد الله بن عبَّاس: «من أراد هوان قريش أهانه الله». ثم وجه كلامه مباشرة إلى المتهم قائلًا: «وأنت يا عدو الله لم ترض بأن أردت ذلك من قريش حتى تخطيت إلى ذكر رسول الله ﷺ»، ثم أمر بضرب عُنُقه، ونُفذ الحكم بالرجل في المجلس نفسه. رغم قصر مدة خلافة الهادي، فإن حرب على الزَّنادقة شكل محورًا أساسيًا في سيرته، استكمالًا لما بدأه المهدي وتنفيذًا لوصيته الصارمة.

### ثورة دحية الأموي

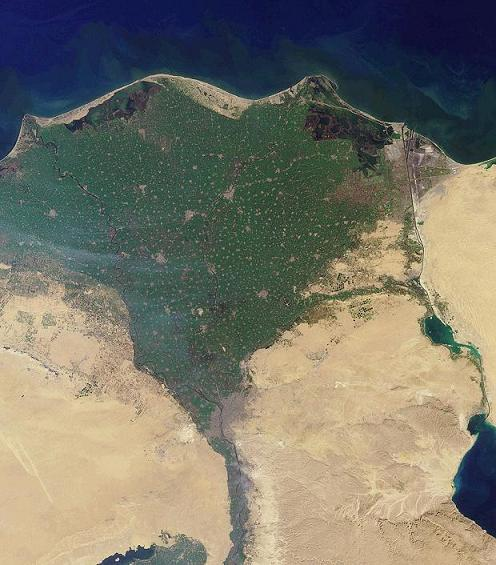
صورة عبر الأقمار الصِّناعيَّة تُظهر شمال مصر. (2001)

كان للأمويين حضورٌ لافت في مصر يعود إلى الفتح الإسلامي لمصر في عصر الخلافة الرَّاشدة، وتكاثرت أعدادهم فيها، خصوصًا من نسل الوالي الأموي عبد العزيز بن مروان. ورغم أن الثورة العبَّاسية أضعفت شوكتهم وأنهت قواهم بعد مقتل آخر خلفائهم مروان بن محمد في مصر سنة 132هـ وملاحقة العبَّاسيين لفلولهم، إلا أنهم ظلوا يشكلون مصدر قلق للسلطة الجديدة، بل إن بعضهم تحالف لاحقًا مع العلويين على العبَّاسيين.
وأمام الظروف الاجتماعيَّة والاقتصاديَّة في مصر وانتشار لفكر الخوارج، اندلعت ثورة أُموية في صعيد مصر حوالي سنة 167هـ / 783 أو 784م، في خلافة المهدي وأثناء ولاية إبراهيم بن صالح العبَّاسي على مصر. قاد الثورة دحية بن مصعب الأموي (من نسل عبد العزيز بن مروان)، مُعلنًا نفسه خليفة، ومنع جباية الخراج للخلافة العبَّاسية. استفحل أمر دحية نتيجة تراخي الوالي إبراهيم بن صالح واستهانته به في البداية، فتوسع نفوذه وسيطر على أجزاء واسعة من الصعيد. حاول المهدي تدارك الموقف وعزل إبراهيم، وعين ولاة آخرين، إلا أن محاولات قمع الثورة استمرت في الإخفاق، فقُتل الوالي موسى بن مصعب الخثعمي أثناء مواجهته لتمرد آخر مرتبط بالاضطرابات العامة، ولم تنجح حملة الوالي بعده عسامة بن عمرو المعافري في تحقيق نصر حاسم، بل انتهت بمعركة قُتل فيها القائدان المتبارزان (قائد جيش الوالي وقائد جيش دحية) قرب الفسطاط في أواخر سنة 168هـ / بدايات 785م، وانسحب الجيشان. أدت هذه الإخفاقات المتتالية إلى ازدياد قوة دحية وتثبيت سيطرته على الصعيد المصري.

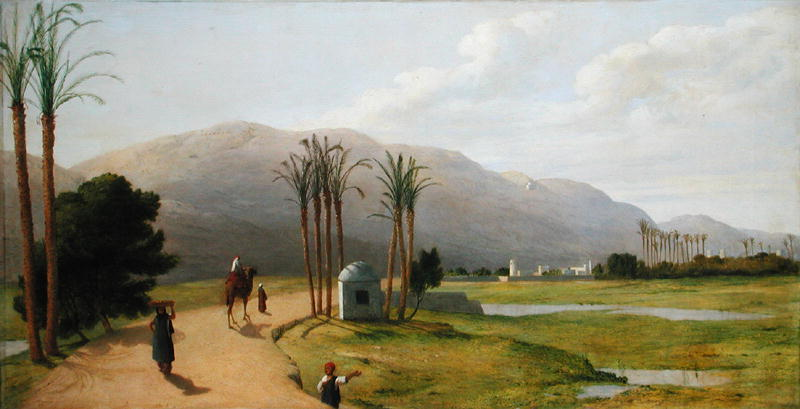
رسمٌ يُظهر ريف أسيوط التي قُتل في قريتها بويط: دحية بن مُصعب الأموي. (1873)

ورث الخليفة الهادي هذه المشكلة المتفاقمة عند توليه الحكم أواخر سنة 169هـ / 785م. وكان آخر إجراء اتخذه أبوه المهدي قبل وفاته هو إدراك خطورة الوضع وتعيين الفضل بن صالح العبَّاسي واليًا جديدًا على مصر، مع تزويده بجيش عظيم من أهل الشَّام بهدف حسم الموقف نهائيًا. وصل الفضل بجيوشه إلى مصر متزامنًا مع تولي الهادي للخلافة، فأصبحت مهمة إنهاء هذه الثورة أولى الأولويات العسكرية للعهد الجديد. وبأمر من الخليفة الهادي، باشر الفضل بتعبئة القوات برًا ونهرًا لملاحقة دحية في معاقله بالصعيد. زحفت جيوش الخلافة والتقت بقوات دحية في منطقة بويط من نواحي أسيوط. أسفرت المعركة عن هزيمة كبيرة لقوات دحية ومقتل قائد جنده، مما اضطر دحية للفرار مع من تبقى من أنصاره إلى الواحات. حاول دحية التحايل على أهل الواحات، الذين كانوا على مذهب الخوارج، فتظاهر بموافقتهم في المذهب لكسب دعمهم، فنجح في ذلك مؤقتًا وحموه من قوات الوالي. سريعًا ما انكشف أمره لأهل الواحات، فتخلوا عنه. استغل قائد جيش الوالي هذا التطور، وهاجم دحية مجددًا بعد انفضاض أهل الواحات من حوله. دارت معركة أخيرة قاوم فيها أنصار دحية، إلا أن جيش الخلافة تمكن من حسم الموقف نهائيًا والقضاء على دحية وأنصاره، لتنتهي بذلك ثورته في أوائل عهد الهادي. مثّلت نهاية ثورة دحية الأموي خاتمة أخطر وأكبر التحديات التي واجهتها الخلافة العبَّاسية من قبل بنو أمية في مصر، إذ لم يعد لهم شأن يُذكر فيها بعد ذلك.

### خلافه مع والدته الخيزران

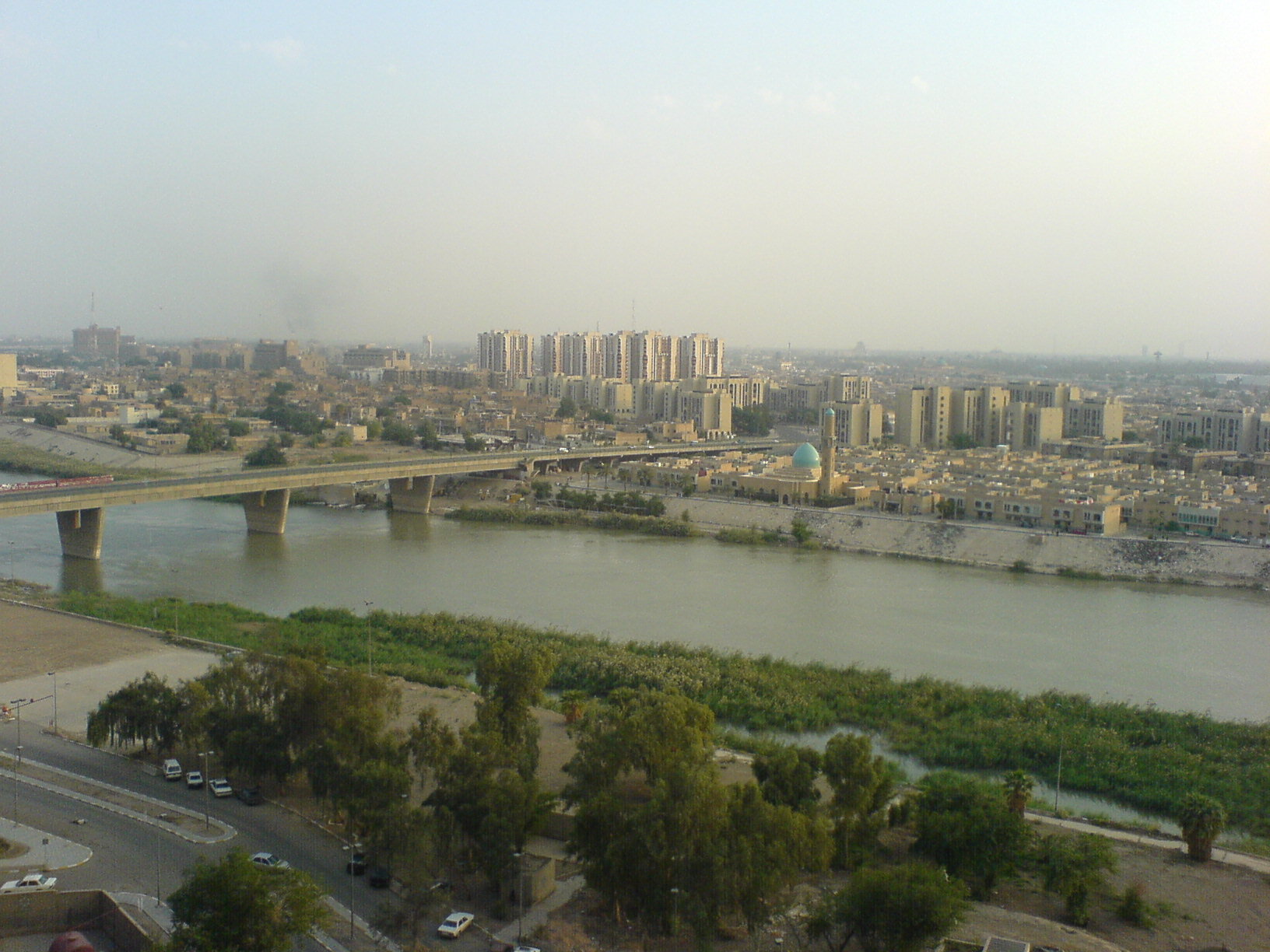
صورة حديثة لنهر دجلة وهو يمر في مدينة بغداد (وريثة بغداد العبَّاسية). (2013)

حاولت الخيزران بنت عطاء في بداية خلافة ابنها موسى الهادي، الاستمرار في فرض نفوذها والتدخل في شؤون الدولة، متبعةً الأسلوب الذي سُمح لها في خلافة زوجها المهدي. لم يرضَ الهادي بهذا التدخل، ورأى فيه تجاوزًا لسلطته، فضلًا عن وقوفها وراء تقديم أخوه الرَّشيد عليه. وجَّه الهادي من البداية، برسالة إليها ينصحها بالابتعاد عن شؤون الحكم، قائلًا: «فإنه ليس من قدر النساء الاعتراض في أمر الملك، وعليك بصلاتك وتسبيحك وتبتلك». ورغم التباينات بينها وبين الهادي، استمرت الخيزران في التوسط وتقديم الطلبات إليه ليُمضي في حوائج الناس خلال الأشهر الأربعة الأولى من خلافته، وكان الهادي يستجيب لها غالبًا. أدى هذا إلى توافد الناس والمواكب على بابها، طمعًا في نفوذها ووساطتها، وهو ما زاد من استياء الخليفة.
بلغت الأمور ذروتها حين توسطت الخيزران في حاجة تخص عبد الله بن مالك الخزاعي، وهو أمرٌ لم يرغب الهادي في قضائه أو لم يجد إليه سبيلًا، فاعتذر. أصرت الخيزران على تلبية طلبها بشكل كبير، غير أن انفجر الهادي غضبًا، وسب ابن مالك، ثم أقسم لوالدته بأنه لن يقضيها، فردت عليه الخيزران بتحدٍ قائلة: «إذا والله لا أسائلك حاجة أبدا»، ثم لإنهاء الجدال، استوقفها الهادي بلهجة شديدة، وأطلق تهديده الصارم والنهائي، مُقسمًا بأغلظ الأيمان، قائلًا: «مكانك تستوعي كلامي والله، وإلا فأنا نفي من قرابتي من رسول الله لئن بلغني أنه وقف ببابك أحد من قوادي أو أحد من خاصتي أو خدمي لأضربن عنقه، ولا قبضن ماله، فمن شاء فليلزم ذلك». ثم وبّخها على استقبالها للناس وتصدرها للمشهد العام قائلًا: «ما هذه المواكب التي تغدو وتروح إلى بابك في كل يوم أما لك مغزل يشغلك، أو مصحف يذكرك، أو بيت يصونك إياك ثم إياك، ما فتحت بابك لملي أو لذمي». بعد هذا الموقف الحاسم، انصرفت الخيزران عنه، مُدركة مدى جدية ابنها في منعها من التدخل، ولم تعد تتحدث معه في شؤون الدولة أو تستقبل الوفود طوال خلافته. وتُتهم الخيزران حسب بعض المصادر، بوقوفها خلف وفاته.

### محاولاته خلع الرَّشيد من ولاية العهد

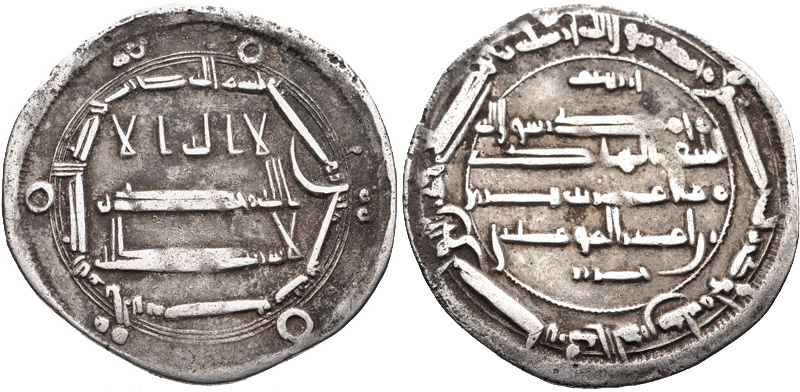
درهمٌ فضِّيٌّ عبَّاسيٌّ سُك في خلافة موسى الهادي سنة 170هـ / 786م.

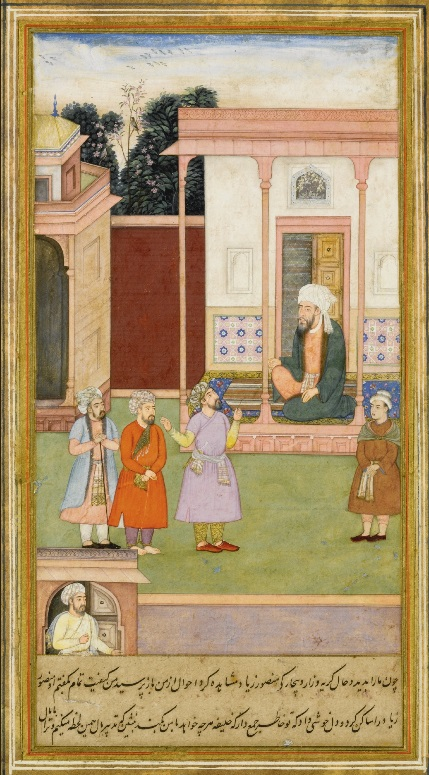
مُنمنمة عن أسرة البرامكة، والتي دعم عميدها يحيى البرمكي، الأمير هارُون الرَّشيد في صراعه مع الخليفة موسى الهادي ما يزيد عن سنة. كافأهم الرَّشيد بتوليتهم الوزارة لنحو سبعة عشر عامًا قبل أن يُنكِّبهم لأسبابٍ عديدة. (قرابة 1600)

عُدَّت مسألة ولاية العهد من أبرز القضايا الشائكة في خلافة الهادي القصيرة، إذ ورث نظامًا ثنائيًا من خلافة أبيه المهدي يقضي بتوليه ثم يتولى الرَّشيد الخلافة من بعده، ولا يمكن للخليفة خلعه إلا إذا خلع وليُّ العهد نفسه. وبعد نجاحه في تحجيم نفوذ والدته الخيزران بنت عطاء، عزم الهادي بجد على المضي قدمًا في خطته لخلع أخيه ووليُّ عهده هارون الرشيد من الولاية، بهدف تنصيب ابنه الصغير جعفر مكانه. عرض الهادي الأمر على كبار قواده، فوافقه عدد منهم مثل يزيد بن مزيد الشيباني، وعبد الله بن مالك الخزاعي، وعلي بن عيسى بن ماهان، وقاموا بخلع الرَّشيد ومبايعة جعفر شكليًا، ثم بدأ أنصار الهادي والمؤيدون لجعفر يتحدثون علنًا في هذا الأمر، وانتقصوا من الرَّشيد في المجالس العامة معلنين عدم رضاهم به وليًا للعهد، حتى إن الهادي أمر بمنع السير بالحربة الرسمية أمام موكب الرَّشيد، مما أدى لابتعاد الناس عنه وتجنبهم السلام عليه.
كان يحيى بن خالد البرمكي، مربي الرَّشيد والمسؤول عن شؤونه بأمر من المهدي ثم الهادي نفسه، محور شكوك الهادي ومصدر تهديد لحكمه، إذ قيل للخليفة إن الرَّشيد لا يعارضه، ولكن يحيى هو من يفسد العلاقة بين الأخوين. استدعى الهادي يحيى وهدده، بل واتهمه بالكفر، ثم استدعاه ليلًا في إحدى المرات، حتى خاف يحيى على حياته وأوصى قبل الذهاب إليه. نفى يحيى في حضرة الخليفة تهمة إفساد العلاقة، مؤكدًا أنه ينفذ أوامر الخليفة في رعاية الرشيد، فهدأ غضب الهادي مؤقتًا. وأمام هذه المحاولات، أبدى الرَّشيد استعدادًا لخلع نفسه في البداية، إلا أن يحيى هو من منعه وثبَّته. ثم نصح يحيى الهادي بعدم خلع الرشيد، محذرًا من أن نقض البيعة المتكرر سيُفقد الأيمان هيبتها (مُشيرًا إلى سابقة عيسى بن موسى)، وأن الأفضل تثبيت الرشيد ثم جعل جعفر وليًا للعهد من بعده، وهو ما سيجعل البيعة لجعفر أكثر قبولًا ورسوخًا. اقتنع الهادي بهذا الرأي مؤقتًا وسكت عن الأمر. علَّق المُؤرخ المصري محمد إلهامي على الموقف، قائلًا: «ولا ريب أن حداثة سن جعفر كانت هي المعضة الأكبر، وهي التي منعت أن يوطئ له
الهادي ذلك الأمر بصورة يطمئن إليها، كذلك فإن انقياد الرشيد وإجابته ساهمت في طمأنة
الهادي للوضع القائم».
فشلت محاولات إقناع الهادي في العدول عن رأيه، إذ سرعان ما عاد للتضييق على أخيه الرَّشيد ومراقبته، وأمام ذلك، نصح يحيى الأمير الرَّشيد، باستئذان الهادي للخروج في رحلة صيد للابتعاد عن أجواء صراعاته مع الهادي، ففعل الرَّشيد ذلك وأذن له الهادي. مضى الرَّشيد إلى قصر بني مقاتل وأقام به أربعين يومًا، فأثار غيابه الطويل شكوك الهادي وقلقه، فكتب إلى الرَّشيد يأمره بالعودة، لكن الرشيد اعتذر وتعلل. عندها، أظهر الهادي غضبه علنًا، وشتم الرَّشيد، وسمح لمواليه وقواده بانتقاصه والتحدث فيه. وأخيرًا، عاد الرشيد إلى حضرة أخيه. وذكر المؤرِّخون رؤيا المهدي التي قصها على الرشيد، وفيها رأى المهدي أنه أعطى كلًا من موسى وهارون قضيبًا، فأورق قضيب موسى من أعلاه فقط، بينما أورق قضيب هارون كله، وفُسِّرت: «فأما موسى فتقل أيامه، وأما هارون فيبلغ آخر ما عاش خليفة، وتكون أيامه أحسن أيام، ودهره أحسن دهر».
دخل الرشيد على الهادي في أحد الأيام، فنظر إليه الخليفة مليًا وقال له بنبرة اختبار: «يا هارون كاني بك وأنت تحدث نفسك بالخلافة»، فرد الرشيد بحكمة: «يا موسى إنك إن تجبرت وضعت، وإن تواضعت رفعت، وإن ظلمت قتلت، وإن أنصفت سلمت، وإني لأرجو أن يفضي الأمر إلي، فأنصف من ظلمت، وأصل من قطعت، وأجعل أولادك أعلى من أولادي، وأزوجهم بناتي، وأبلغ ما يجب من حق الإمام المهدي». سُرَّ الهادي بهذا الجواب، وقرّبه وأجلسه بجانبه في صدر المجلس وأمر له بعطايا ضخمة، مما أوحى بصفاء الأمور بينهما مؤقتًا واطمئنان الهادي لجانب أخيه. ثم سافر الهادي إلى حديثة الموصل، ثم مرض فيها واعتل، فعاد إلى قصر حُكمه في عيساباذ، ليحتضر فيها بين أهله وقادته.

## وفاته في عيساباذ

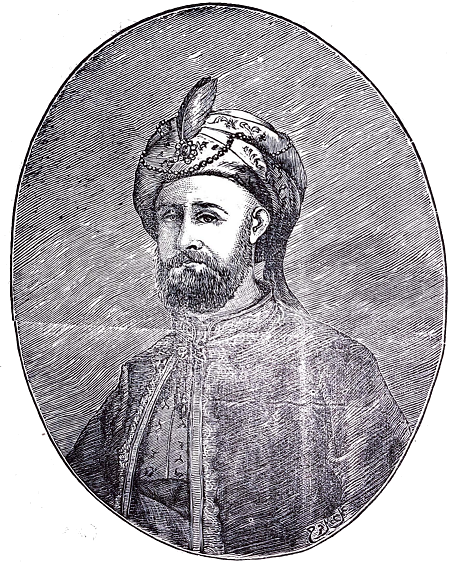
رسمٌ للخليفة هارُون الرَّشيد، خامس خُلفاء بني العبَّاس (حكم 170 – 193هـ / 786 – 809م)

لم تدم خلافة موسى الهادي طويلًا، إذ خرج إلى حديثة الموصل، فمرض بها، واشتدَّت عِلَّتُه، فقرر الرُّجوع إلى عيساباذ قرب بغداد. حين شعر الهادي بدُنو أجله، أرسل إلى عُمَّاله وأنصاره شرقًا وغربًا بالقدوم عليه، فلمَّا ثَقُل مرضه، أجمع القادة الذين بايعوا ابنه جعفرًا، على قتل يحيى البرمكي ظنًا بأن الأمر إن آل إلى الرَّشيد سيأمر بقتلهم نتيجة وقوفهم مع الهادي، وعزموا على ذلك، غير أنهم خشوا من إفاقة الهادي من مرضه ويتسبب فعلهم بالمصائب عليهم، فأمسكوا وتركوا ذلك. وفي فترة احتضار الهادي، أرسلت والدته الخيزران إلى يحيى البرمكي تأمره بالاستعداد، وكتب يحيى كتابًا باسم هارون الرشيد الخليفة الجديد إلى سائر الوُلاة في أنحاء الخلافة العبَّاسية، وأنه أبقاهم على ولاياتهم، وأبقى يحيى بالكتب مخفيَّة حتى علم يقينًا بوفاة الهادي، ليظهرها ويرسلها، ويتولَّى الرَّشيد للخلافة.
اختلفت الروايات التاريخية حول سبب وفاة الهادي، فبينما تذكر بعض المصادر أن وفاته كانت طبيعية نتيجة لقرحة في جوفه ألمَّت به، وأنه مرض في حديثة الموصل أثناء زيارته لها، ثم عاد إلى بغداد وعكًا، ثم توفى متأثرًا بمرضه. تشير روايات أخرى إلى أن وفاته لم تكن طبيعية، بل قِيل إنها كانت بتدبير من والدته الخيزران بنت عطاء. يرجع السبب المباشر في ذلك، إلى أن الهادي أصبح جادًا في الأيام الأخيرة في خطته لخلع أخيه هارون الرشيد من ولاية العهد وتولية ابنه الصغير جعفر، مما أثار مخاوف الخيزران على ابنها الرشيد الذي كانت تميل إليه. تقول هذه الرواية إن الخيزران استغلت فترة مرض الهادي، وأمرت بعض جواريها، فقمن بقتله عن طريق كتم أنفاسه حتى فارق الحياة. توفي الهادي في محلة عيساباذ شرقي بغداد في 15 ربيع الأول سنة 170هـ / 14 سبتمبر 786م، وعمره نحو 23 عامًا هجريَّة / 22 عامًا ميلاديَّة، وقيل 26 عامًا، بعد حكمٍ دام عامًا واحدًا، وشهرًا، وثلاثة وعشرين يومًا.

### ما بعد وفاته
انقلبت موازين القوى التي سعى الهادي لترسيخها بوفاته، إذ آلت الخلافة إلى أخيه هارون الرشيد في النهاية، وانتهت مساعي الهادي الرامية للتخلص من الرشيد أو تأخير ولايته لصالح ابنه جعفر. تضاربت الروايات حول كيفية علم الرشيد بالوفاة، لكن الثابت أنه بُويع بالخلافة في عيساباذ بعد صلاته على الهادي ودفنه، وتزامن ذلك مع استبشاره بولادة ابنه عبد الله المأمون، في ليلة تاريخيَّة سُميت ليلة الخُلفاء، ففيها مات خليفة، وبُويع خليفة، ووُلد خليفة. من أولى أفعال الرشيد هو قتل أبي عصمة، أحد رجال الهادي، انتقامًا لموقف سابق اعتبره الرشيد إهانة له حين قدم عليه جعفر بن الهادي. ثم توجه الرشيد إلى بغداد، وعند وصوله الجسر، أمر الغواصين باستخراج خاتم الجبل الثمين بعدما ألقاه في النهر سابقًا ليخفيه عن الهادي حين طالبه به، وكانت هِبة من أبيهما المهدي يُقدر بمائة ألف دينار. أما جعفر بن الهادي، الابن الذي أراد الهادي توريثه الخلافة، فقد حُيِّد بشكل قاسٍ في ليلة وفاة الهادي نفسها، إذ أجبره القائد خزيمة بن خازم التَّميمي على خلع نفسه من أي حق في ولاية العهد تحت تهديد القتل: «لتخلعنها أو لأضربن عنقك». وفي اليوم التالي، أُعلن هذا الخلع على الملأ لقطع الطريق أمام أي طموح مستقبلي باسمه. وبهذه الإجراءات السريعة، استتبَّ الأمر للخليفة الجديد هارون الرشيد وبدأ خلافته دون وجود ولي عهد للمرة الأولى منذ تأسيس الخلافة العبَّاسية، وسار في درب جده المنصُور، داعمًا كبيرًا لما يُعرف بالعصرُ الذَّهبيُّ للإسلام لاحقًا.

## سياسته الداخلية

### الوزارة

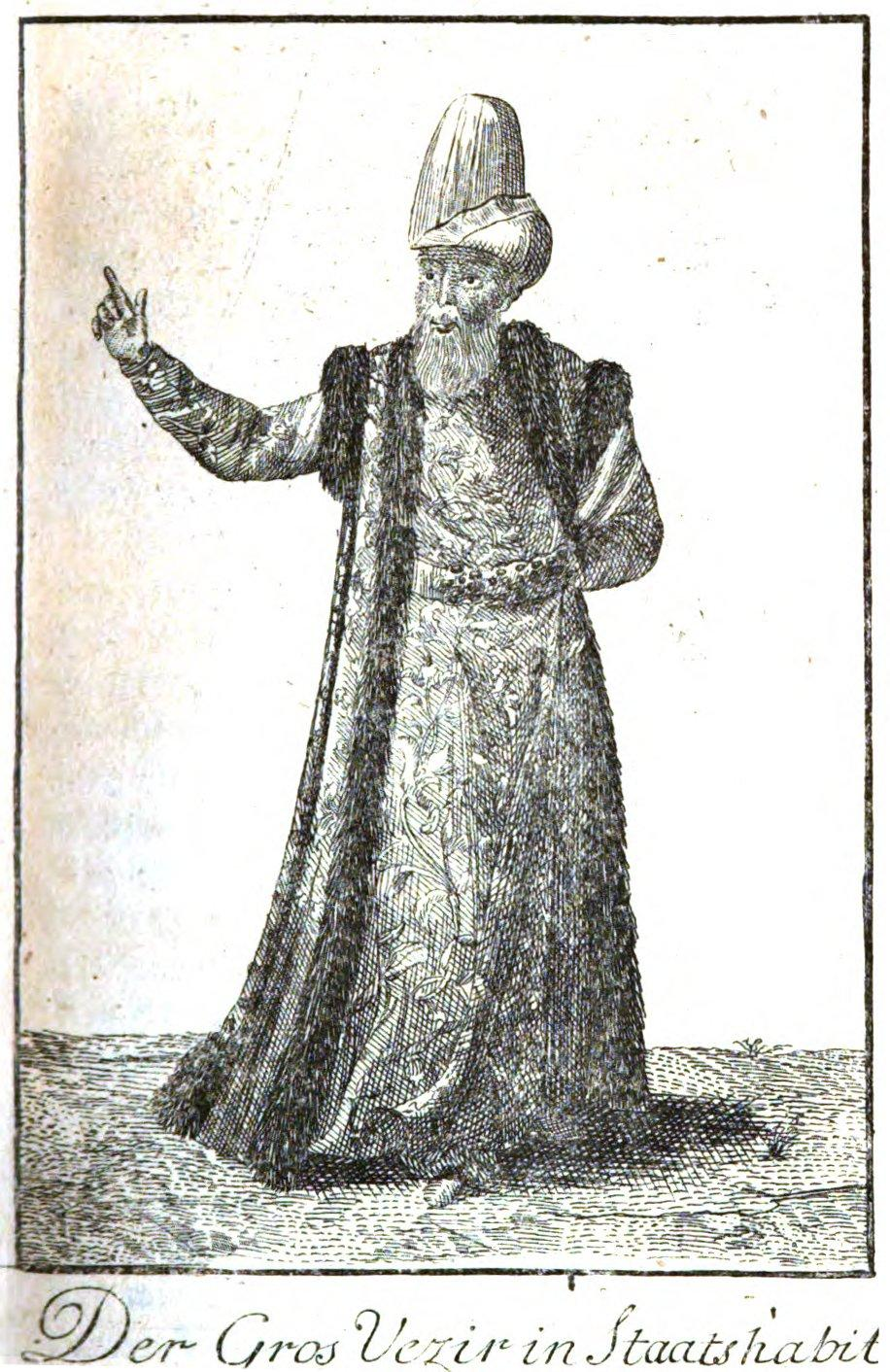
يعد إبراهيم بن ذكوان الحرَّاني الوزير الوحيد في خلافة الهادي القصيرة. رسمة لوزير إسلامي بريشة كريستيان فيلهلم كيندلبن (1783).

بعد تولى الهادي للخلافة، أقرّ في البداية الربيع بن يونس، حاجب أبيه ووزيره، على جميع مسؤوليته ومناصبه، بل وزاده عليها تأكيدًا لسلطته أو شراءً لولائه، غير أن الربيع لم يلبث أن تُوفي في نفس العام. بعد وفاة الربيع، استوزر الهادي رجلًا مقربًا منه منذ شبابه يُدعى إبراهيم بن ذكوان الحرَّاني. تعود علاقة الهادي بإبراهيم إلى أيام صباه، إذ كان إبراهيم يدخل عليه مع أحد معلميه، فنشأت بينهما ألفة وصداقة قوية. لم ترق هذه العلاقة للخليفة المهدي، الذي رأى في إبراهيم صاحب تأثير غير مرغوب فيه على ابنه، فنهاه عن مصاحبته مرارًا وهدده بالقتل، لكن الهادي استمر في علاقته به سرًا أو علنًا. لم تطل وزارة إبراهيم، بل لم تطل خلافة الهادي نفسه، فقد توفي بعد نحو عام وشهرين من توليه الحكم. وبسبب قصر مدة حكم الهادي، فإن المعلومات التفصيلية حول سياسات الوزارة في عهده تظل شحيحة في المصادر التاريخية. وقيل تولى له الوزارة بعد الربيع الحاجب هو عمر بن بزيع.

### حاشيته
تولى عدد من الرجال البارزين مناصب عديدة في عهد الهادي، فكان على الشُّرطة عبد الله بن مالك الخزاعي، وعلى حرسه علي بن عيسى بن ماهان، وعلى حجبته الفضل بن الربيع، وعلى قضائه العلامة أبو يوسف تلميذ الإمام أبو حنيفة النعمان، وعلى ديوان الخاتم والبريد علي بن يقطين.

## سياسته الخارجية
نظرًا لقصر مدة خلافة الهادي، التي لم تتجاوز العام وشهرين، فإن الأحداث المسجلة في علاقات الخلافة العبَّاسية الخارجيَّة خلال عهده كانت محدودة، ومع ذلك، فقد حكم الهادي دولة كبيرة مترامية الأطراف. تُشير المصادر إلى علاقة سلمية واحدة تمثلت باستسلام ونداد هُرمُز، صاحب طبرستان، وقدومه على الخليفة الهادي طالبًا الأمان في سنة 169هـ / 786م. استجاب الهادي لطلبه، وأحسن معاملته، ثم أعاده إلى طبرستان.
على مستوى العلاقات مع الإمبراطورية البيزنطيَّة، فقد سُجلت حملة صائفة واحدة قادها معيوف بن يحيى انطلاقًا من درب الراهب. جاءت هذه الغزوة كرد فعل على تقدم رومي سابق؛ إذ كان الرُّوم بقيادة أحد بطارقتهم قد تقدموا نحو حصن الحَدَث، مما أدى إلى فرار الوالي العبَّاسي وجنده وأهل الأسواق، فدخل البيزنطيون الحصن. رد القائد العبَّاسي معيوف بن يحيى بتوغَّلهُ في أراضي الرُّوم حتى بلغ أشنة، ونجح في الحصول على غنائم وأسرى وسبي.

## أسرته

### إخوته
موسى الهادي هو أكبر أبناء مُحمَّد المهدي، وله 12 من الإخوة، وهم:
- هارون الرَّشيد (حكم 786–809م)، وأمه الخيزران بنت عطاء
- عيسى، وأمه الخيزران بنت عطاء
- عبيد الله، وأمه ريطة بنت السَّفَّاح
- علي، وأمه ريطة بنت السَّفَّاح
- يعقوب، وأمه أم ولد
- منصور، وأمه البخترية بنت الأصبهبذ خورشيد
- إسحاق، وأمه أم ولد
- إبراهيم، وأمه شكل الفارسيَّة
- أسماء، وأمها البخترية بنت الأصبهبذ خورشيد
- البانوقة، وأمها الخيزران بنت عطاء
- العبَّاسة، وأمها أم ولد
- عليَّة، وأمها مكنونة المروانيَّة

### زوجاته
تزوَّج الخليفة الهادي مرتين، الأولى هي ابنة عمِّه، لبابة ابنة جعفر الأكبر، حفيدة أبو جعفر المنصور. والزوجة الثانية هي عبيدة ابنة غطريف، شقيق الخيزران بنت عطاء، ويُعتقد أنه قبل سنة 165هـ / 761م.

### جواريه

#### غادر الجارية

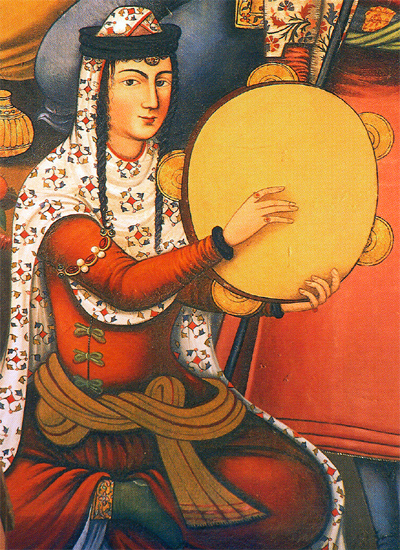
جارية تضرب على الدَّف، في أحد مجالس السُّمر والغناء.

تُعد غادر الجارية من أكثر الجواري الحسناوات والظريفات في الغناء التي تعلَّق بها الهادي. وحين شعر بمرضه، تملّكه هاجسٌ بأن أخاه هارون الرشيد قد يتزوجها بعد وفاته إذا آلت إليه الخلافة. ومن أجل ذلك، استدعى الهادي أخاه الرشيد، وأخذ عليه أيمانًا مُغلَّظة بأن لا يتزوجها أبدًا بعد موته، وأنه إن فعل، سيحج ماشيًا، وستُطلق زوجاته، ويُعتق مماليكه، ويتصدَّق بجميع ماله. ثم أخذ على الجارية نفسها أيمانًا مماثلة بألا تتزوج الرشيد. ما إن توفي الهادي بعد نحو شهر من هذه الحادثة، وتولى الرشيد الخلافة سنة 170هـ / 786م، حتى أرسل يخطب غادر لنفسه. وعندما ذكرته غادر بالأيمان التي أقسمها، أجابها بأنه سيكفّر عنهما جميعًا، وبالفعل تزوجها وأظهر شغفًا كبيرًا بها وبقيت معه لنحو ثلاث سنوات، حتى استيقظت غادر فزعة من نومها، وأخبرت الرَّشيد بأنها رأت الهادي في منامها يتوعدها بأبيات شعرية يتهمها فيها بنقض العهد والخيانة. أثرت هذه الرؤيا عليها بشدة، فأصابها اضطرابٌ ورعدةٌ لم تفارقها، حتى تُوفيت بعد وقت قصير من رؤياها.

#### جواري أخريات
كان للهادي عددًا من الجواري، ومنهن: أمة العزيز ذات الأصل الفارسي، كانت في البداية مملوكة لوزير الهادي الربيع بن يونس، الذي أهداها للخليفة. عُرفت بجمالها وشبابها، فأصبحت من محظياته المُقربات ونالت إعجابه، وأنجبت له عبد الله، وعُرف بأدبه وشعره. ورحيم الفارسيَّة، وأنجبت للخليفة، جعفر بن الهادي، الذي أراد الهادي تقديمه في ولاية العهد بدلًا من هارون الرشيد.

### ذريته
خلَّف الهادي سبعة أبناء، وابنتين. وهم:
- جعفر، وأمه رحيم الفارسيَّة
- عبد الله، وأمه أمة العزيز الفارسيَّة
- العبَّاس
- إسحاق
- إسماعيل
- سليمان
- موسى الأعمى
- أم عيسى، زوجة الخليفة السَّابع عبد الله المأمون
- أم العبَّاس

## صفاته

### صفته الخلقيَّة
كان الهادي طويلًا جسيمًا وسيمًا، أبيض البشرة مُشرَّب بالحمرة، وفي شفته العليا تقلُّص. ونُقل عنه تمتعه بقوة بدنية وشجاعة، حتى قيل إنه لشدة بأسه: «كان يثب على الدابة وعليه درعان». نقش خاتمه: «الله ثقة موسى وبه يؤمن».

### أخلاقه
أظهرت الروايات حول الهادي في سلوكه ومواقفه صورة مركبة جمعت بين صفات متناقضة، فبينما عُرف بالهيبة والشدة التي تصل أحيانًا إلى القسوة وحدة الطبع، أظهر في مواقف أخرى كرمًا وعفوًا وتواضعًا لافتًا. عُرف عن الهادي اهتمامٌ بالأدب والطرب في مجالسه، مع حرصٍ واضح على فرض هيبة الدولة وسلطانها.

#### هيبته وعدله
كان للهادي هيبة كبيرة في المواقف الرسمية، حتى أن أخاه من الرضاعة، الحسين بن معاذ بن مسلم، ذكر تباين شخصية الخليفة بين خلوته وجلوسه للحكم، قائلًا: «لقد رأيتني أخلو مع موسى، فلا أجد له هيبة في قلبي عند الخلوة، لما كان يبسطني. وربما صارعني فأصرعه غير هائب له، وأضرب به الأرض، فإذا تلبس لبسة الخلافة ثم جلس مجلس الأمر والنهي قمت على نفسي من رأسه، فوالله ما أملك نفس من الرعدة والهيبة له». آمن الهادي بضرورة تواصل الخليفة المباشر مع رعيته، وأوصى حاجبه الفضل بن الربيع بعدم حجب الناس عنه قائلًا: «لا تحجب عنى الناس فإن ذلك يزيل عنى البركة ولا تلق لي أمرا إذا كشفته أصبته باطلا، فإن ذلك يوقع الملك ويضر بالرعية». وطبق ذلك عمليًا حين أمر علي بن صالح بفتح الأبواب للعامة دفعة واحدة دون انتقاء، قائلًا: «ائذن للناس على بالجفلى لا النقرى»، وظل ينظر بنفسه في المظالم حتى الليل. وفي موقف آخر، قدم النظر في المظالم على زيارة والدته المريضة، معتذرًا لها بأن حق الله في إقامة العدل أوجب من حقها. ولم يحج الهادي في خلافته.

#### قسوته وبطشه

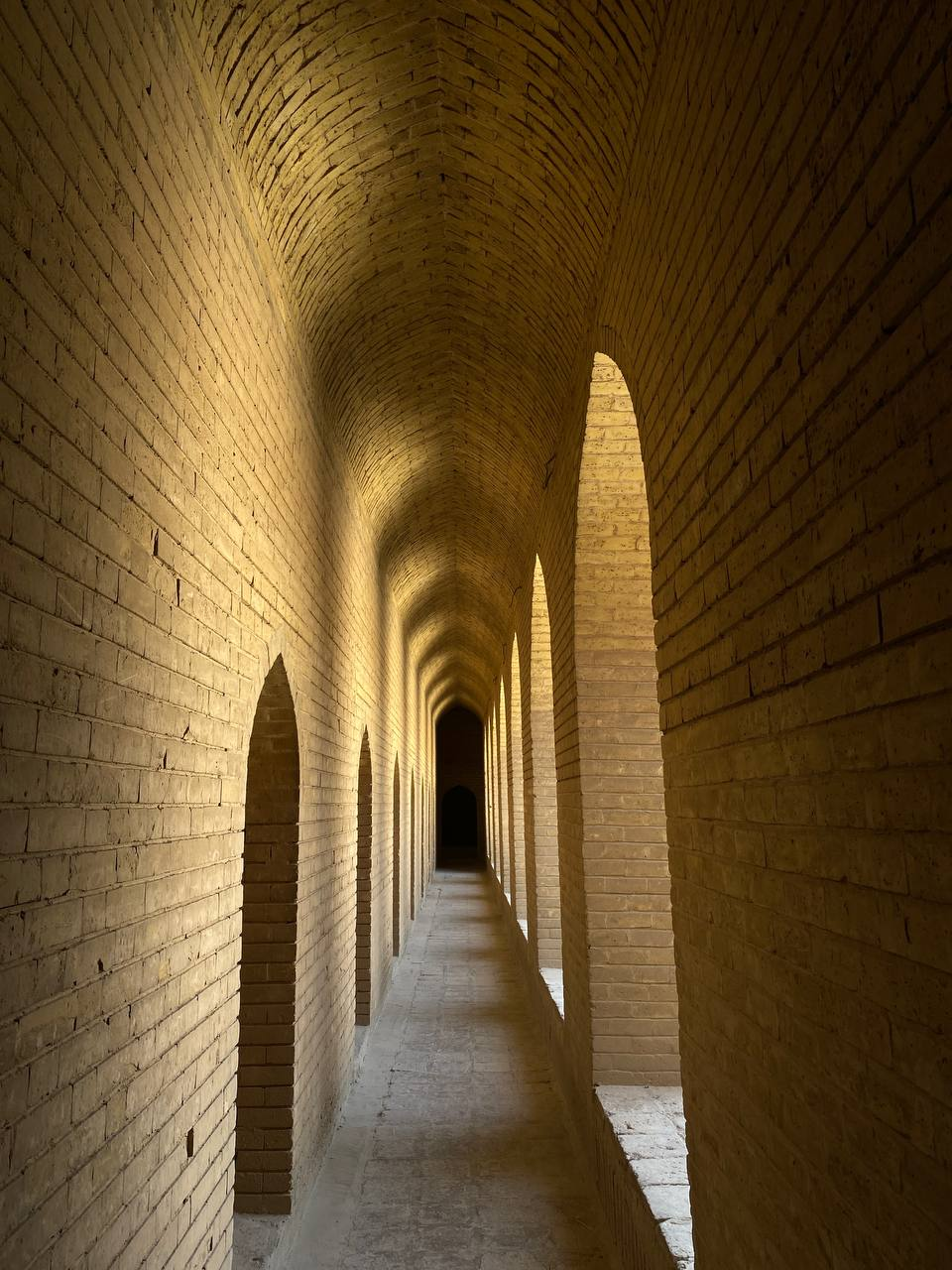
صورة حديثة تُظهر ممرًا لقصر من العصر العبَّاسي. يقع في بغداد، العراق. (2023)

اتسم الهادي بالشدة والصرامة في أمور السلطة، وشُبِّه بالخليفة الأموي سليمان بن عبد الملك في غيرته الشديدة على حُرمِهِ. وكان موقفه الحاسم مع والدته الخيزران بنت عطاء وتحجيم نفوذها وتهديده لمن يقف ببابها مثالًا بارزًا على ذلك. نُقلت عنه مواقف تظهر حدة طبعه وسرعة غضبه وقسوته أحيانًا، إذ بلغ الهادي في أول خلافته خبر زواج علي بن الحسين العلوي الملقب بالجَزَري من رُقيَّة بنت عمرو العثمانيَّة، وكانت سابقًا زوجة لأبيه المهدي. استشاط الهادي غضبًا لذلك، واستدعى العلوي فجهَّله وعنَّفه قائلًا: «أعياك النساء إلا امرأة أمير المؤمنين». ردَّ العلوي بأن الله لم يُحرم سوى نساء النبي مُحمَّد ﷺ، فزاده ذلك غضبًا، فضربه الهادي بمخصرةٍ كانت في يده فشجَّه، وأمر بجلده خمسمائة سوط، وأراده على طلاقها فأبى. حُمل العلوي مغشيًا عليه من شدة الضرب، وبينما هو كذلك، حاول أحد الخدم سرقة خاتمٍ ثمينٍ من يده، فشعر به العلوي وقبض على يد الخادم فدقَّها. صاح الخادم وشكا للهادي، فازداد غيظ الخليفة واستغرب تصرُّفه وقال: «يفعل هذا بخادمي، مع استخفافه بأبي، وقوله لي!»، ثم تحقَّق الهادي من الحادثة بشهادة الخادم نفسه، فأعجب بقوة العلوي، وقال: «أحسن والله، أنا أشهد أنه ابن عمي، لو لم يفعل لانتفيت منه»، وأمر بإطلاقه.
يُروى أنه في أحد الليالي في مجلس الهادي، أتاه خادمٌ خصي إليه فأسرَّ إليه أمرًا، فنهض الهادي مسرعًا وغاب عن الحضور، ثم عاد وهو يتنفس بصعوبة ومعه خادمٌ يحمل طبقًا مغطى وهو يرتعد. أمر الهادي بكشف الطبق، فإذا فيه رأسا جاريتين بهيَّتي الطلعة، مُزينتين بالجوهر، تفوح منهما رائحة الطِّيب. استعظم الحاضرون المنظر، فأخبرهم الهادي أنه قتلهما بنفسه بعد أن وكَّل الخادم بمراقبتهما، فأتاه بخبر اجتماعهما على الفاحشة في لحافٍ واحد. أمر الهادي برفع الرأسين، ثم عاد إلى حديثه مع جلسائه وكأن شيئًا لم يكن. وردت روايات مُختلفٌ حول صحتها حول سوء ظنه بالربيع بن يونس وتدبيره لقتله بالسم أو بسكين مسموم، وإن نفت روايات أخرى ذلك وذكرت وفاته طبيعية.

#### عفوه ومزاحه

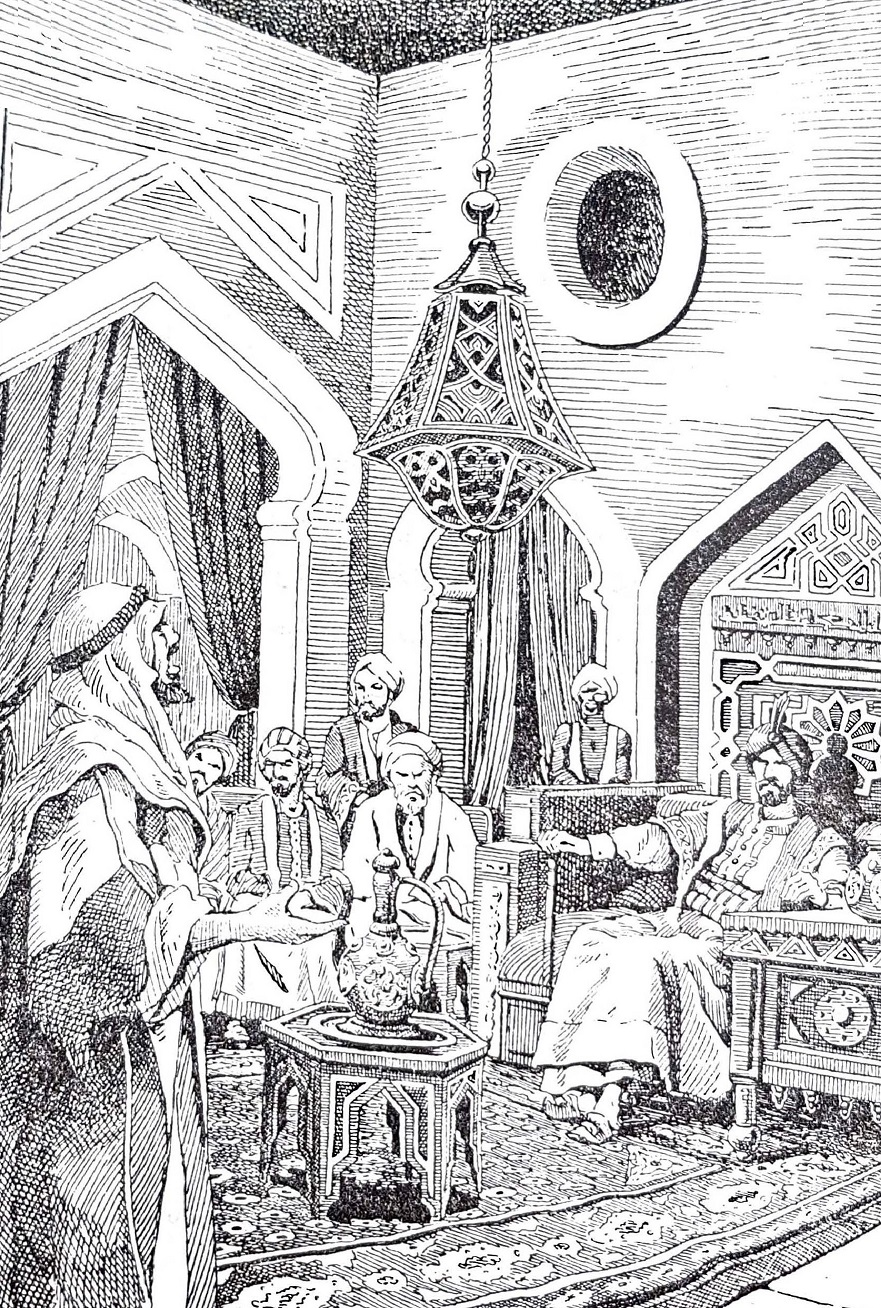
رسمٌ يُظهر استقبال الخلفاء العبَّاسيين للشُّعراء والأدباء في مجلس الخلافة.

لم تخلُ سيرة الهادي من مواقف العفو واللين، فعندما همّ بمعاقبة مغنٍّ في جرجان، تراجع بعد تذكير سعيد بن سلم الباهلي له بقصة ندم الخليفة سليمان بن عبد الملك الأموي على عقوبة مماثلة. وأطلق سراح رجل استعطفه ببيت شعر بليغ ردًا على توبيخه له، قائلًا:
سعى الهادي لتأليف قلوب رجال الدولة وتجاوز الماضي، فأعاد عبد الله بن مالك الخزاعي صاحب الشُّرطة في عهد أبيه، إلى منصبه وأكرمه وطمأنه بنفسه بزيارة مفاجئة في منزله وشاركه طعامه ومنحه عطاءً ضخمًا، رغم مواقفه السابقة في عهد المهدي حين كان الخزاعي يُنفذ تعاليم المهدي كما هي مع الهادي في منع النُّدماء عنه. أظهر الهادي تواضعًا في تأدية الواجبات الاجتماعية، كزيارته إبراهيم بن سالم الباهلي لتعزيته بوفاة ابنه دون حرس أو تكلف، ومواساته بكلمات حكيمة، ثم في نهاية الزيارة، قال إبراهيم للهادي: «يا أمير المؤمنين، ما بقي مني جزء كان فيه حزن إلا وقد امتلأ عزاء». كان للهادي جانب مرح يظهر في مجالسه الخاصة، فيُروى أنه مازح سعيد بن سالم الباهلي، الذي كان أصلعًا، طالبًا منه كشف رأسه ليظهر وقورًا بصلعته: «ضع قلنسوتك حتى تتشايخ بصلعتك».

#### أدبه وكرمه
أظهر الهادي اهتمامًا كبيرًا بالأدب والشعر والبلاغة، فكان الغناء والطرب حاضرًا في مجالسه، مُتصفًا بالكرم والعطاء أسوة بأبيه المهدي. قرّب الهادي إليه الأدباء وأهل الفصاحة مثل عيسى بن دأب الحجازي الذي قال فيه الهادي لشدة أنسه بمجالسته: «ما استطلت بك يوماً ولا ليلة ، ولاغبت عن عيني إلا تمنيت أن أرى غيرك»، ومنحه ثلاثين ألف دينار. وكان للهادي ذوقه الخاص في الغناء يميل إلى المعتدل قليل الترجيع وغير المفرط في الخفة. عقد مجالس للطرب بين يدي الهادي تنافس فيها كبار المغنين مثل إبراهيم الموصلي وابن جامع وحكم الوادي، وكافأ من أطربه منهم بسخاء. ففي إحدى المسابقات، منح حكم الوادي ثلاث أكياس مال جائزةً لفوزه. وأنشد أبو العتاهية الخليفة الهادي، قائلًا:
فأمر له الهادي بعشرة آلاف درهم، ثم أنشده شعرًا آخرًا، قائلًا:
فأنشدها الهادي وطرب بها، فأمر الهادي عامله المعلَّى أن لا يبرح من موضعه حتى يُحمل المال إلى منزل أبي العتاهية.

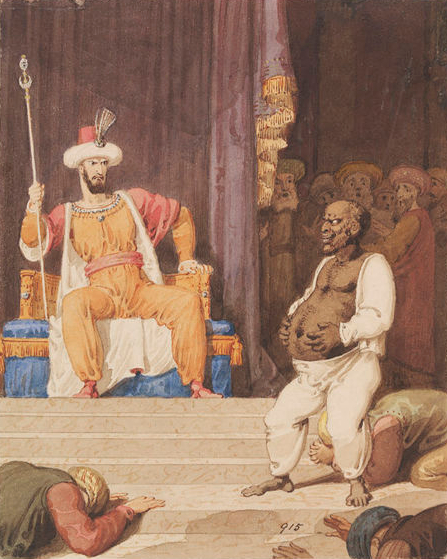
رسمٌ مُستوحى لخليفة عبَّاسي من رواية قوطيَّة تدعى "فاتيك"، من تأليف ويليام بيكفورد. (1782)

ومما يُروى عن كرم الهادي حتى الإسراف، ما يروى بأن إبراهيم الموصلي كان يومًا في مجلس موسى الهادي مع مغنين آخرين مثل ابن جامع ومعاذ بن الطبيب، وكان الأخير عارفًا بقديم الغناء وحاذقًا به. تحدَّاهم الهادي قائلًا: «من أطربني منكم فله حكمه». بدأ ابن جامع فغنَّى فلم يُحرك الخليفة ساكنًا. ففهم إبراهيم ذوق الخليفة، فأنشد:
فما أن سمعه الهادي حتى طرب طربًا شديدًا، وقام من مجلسه، ورفع صوته، قائلًا: «أعد». فأعاد إبراهيم الغناء، فقال الهادي: «هذا غرضي فاحتكم». طلب إبراهيم إقطاعًا ثمينًا بدا مبالغًا فيه، قائلًا: «يا أمير المؤمنين، حائط عبد الملك وعينه الخرارة». غضب الهادي غضبًا شديدًا، ودارت عيناه في رأسه كأنهما جمرتان، وشتم إبراهيم قائلًا: «يا ابن اللخناء، أردت أن تسمع العامة أنك أطربتني وأني حكمتك فأقطعتك! أما والله لولا بادرة جهلك التي غلبت على صحيح عقلك لضربت الذي فيه عيناك». سكت الهادي برهة، يقول إبراهيم: «فرأيت ملك الموت بيني وبينه ينتظر أمره». ثم دعا الخليفة إبراهيم الحراني وأمره: «خذ بيد هذا الجاهل فأدخله بيت المال، فليأخذ منه ما شاء». دخل إبراهيم بيت المال برفقة الحراني، فساومه الحراني بعد أن طلب إبراهيم مئة بدرة، حتى اتفقا على سبعين بدرة لإبراهيم وثلاثين للحراني، فقال الحراني: «الآن جئت بالحق، فشأنك». فانصرف إبراهيم بسبعمائة ألف درهم، وأحس بالنجاة قائلًا: «وانصرف ملك الموت عن وجهي».
استمع الهادي لمدائح الشعراء وتفاعل معها، مثل الضحاك السلمي الذي أثنى على كرمه فقال له الهادي مؤكدًا: «ويحك يا أحمد كأنه نظر إلينا البارحة»، وكذلك سلم الخاسر، ومروان بن أبي حفصة الأموي الذي نوى إعطاءه لولا وفاته المبكرة. تذكر بعض الروايات أنه أول خليفة عباسي شرب النبيذ، مع الإشارة إلى أن نبيذ أهل العراق لم يكن مُسكرًا غالبًا. وكافأ أعرابي بمائة ألف درهم لتفسيره كلمة لأحد عُمَّاله حين استفسر عن معنى كلام الهادي، وهو: «ائذن للناس على بالجفلى لا النقرى». ومن جلسائه وزيره إبراهيم الحرَّاني، وسعيد بن سالم الباهلي، وسعيد العلَّاف، وأبان القارئ.

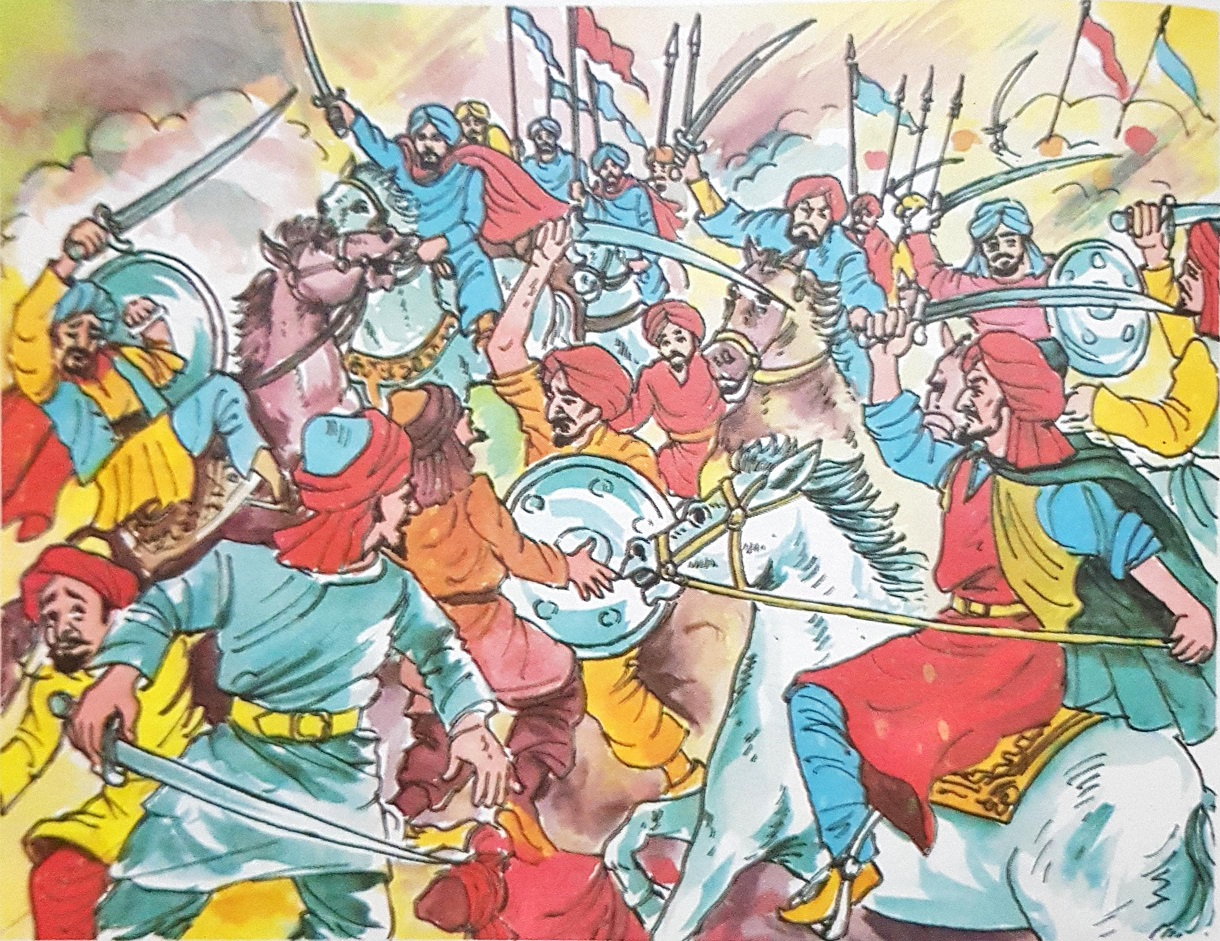
رسمة تُظهر المعركة الفاصلة التي دارت بين العبَّاسيين والأمويين جنوب الموصل، وانتهت بهزيمة الأمويين وتتبَّعهُم.

ذكر نديمه المقرب عيسى بن دأب، أن الهادي استدعاه في ليلةٍ ووقتٍ من الليل على غير عادته، فوجد الهادي جالسًا في بيت صغير شتوي، وأمامه شيءٌ صغير ينظر إليه هادئًا، وبدا على الخليفة الأرق والهمّ، فقال الهادي: «يا عيسى... إني أرقت في هذه الليلة، وتداعت إلي الخواطر، واشتملت علي الهموم، وهاج لي ما جرت إليه بنو أمية من بني حرب وبني مروان في سفك دمائنا». حاول ابن دأب التخفيف عن الخليفة وتذكيره بانتصار العباسيين وثأرهم، فقال: «يا أمير المؤمنين هذا عبد الله بن علي قد قتل منهم على نهر أبي فطرس فلاناً وفلاناً»، وسمى له عددًا كبيرًا ممن قتلهم، «وهذا عبد الصمد بن علي قد قتل منهم بالحجاز في وقت واحد نحو ما قتل عبد الله بن علي، وهو القائل بعد سفكه دماءهم»:
أظهر الهادي سرورًا وارتياحًا لما سمعه، وعلّق على خطأ نسبة الأبيات قائلًا: «يا عيسى داود بن علي هو القائل ذلك والقاتل لمن ذكرت بالحجاز، ولقد أذكرتنيهما، حتى كأني ما سمعتهما»، فنبهه ابن دأب قائلًا: «يا أمير المؤمنين، وقد قيل: إنهما لعبد الله بن علي قالهما على نهر أبي فطرس». أقر الهادي بوجود هذه النسبة الأخرى قائلاً: «قد قيل ذلك».

### أقواله
- غضب الهادي على رجل مرَّة، فكلم فيه، فرضي، وجعل يعتذر، فقال الهادي: «إن الرضا قد كفاك مؤنة الاعتذار».[84][13]
- عزى الهادي رجلًا فقد ابنهُ، فقال: «سرَّك وهو فتنة وبلية، ويحزنك وهو ثواب ورحمة».[85][13]
- «ما أصلح الملك بمثل تعجيل العقوبة للجاني، والعفو عن الزلات القريبة، ليقل الطمع عن الملك».[13]

### روايته للأحاديث

تخطيط باسم حبر الأمة وترجمان القرآن الصَّحابي عبد الله بن عبَّاس (3 ق.هـ / 68هـ - 618 / 687م).

- ذكر الإمام جلال الدين السيوطي حديثًا من الصولي، قائلًا: حدثني محمد بن زكريا هو الغلابي، حدثني محمد بن عبد الرحمن المكي، حدثنا قسورة بن السكن الفهري، حدثنا المطلب بن عكاشة المري، قال : قدمنا على الهادي شهودًا على رجل شتم قريشًا وتخطى إلى ذكر النبي، فجلس لنا مجلسًا أحضر فيه فقهاء زمانه، وأحضر الرجل فشهدنا عليه، فتغير وجه الهادي، ثم نكس رأسه، ثم رفعه فقال: سمعت أبي المهدي يحدث عن أبيه المنصور، عن أبيه محمد، عن أبيه علي، عن أبيه عبد الله بن عبَّاس، قال: «من أراد هوان قريش أهانه الله» وأنت يا عدو الله، لم ترض بأن أردت ذلك من قريش حتى تخطيت إلى ذكر النبي ﷺ، اضربوا عنقه. وعلَّق عليه الإمام السيوطي: «الحديث هكذا في هذه الرواية موقوف، وقد ورد مرفوعاً من وجه آخر».[86]
- ذكر الخطيب البغدادي، قائلًا: أخبرني الحسين بن علي الصيمري، قال : حدثنا الحسين بن هارون الضبي، قال : أخبرنا محمد بن عمر ابن الجعابي، قال : حدثني أحمد بن عبد الله أبو العباس الثقفي، قال: حدثني عيسى بن محمد الكاتب، قال : حدثني أبي، قال : قال لي أمير المؤمنين الهادي يا أبا جعفر أخبرني أبي عن جدي أن محمد بن علي بن عبدالله بن عباس، قال: «ما أصلح الملك بمثل تعجيل العقوبة للجاني، والعفو عن الزلاَّت القريبة، ليقلَّ الطَّمع في الملك».[87]

## إرثه

### الأقوال عنه

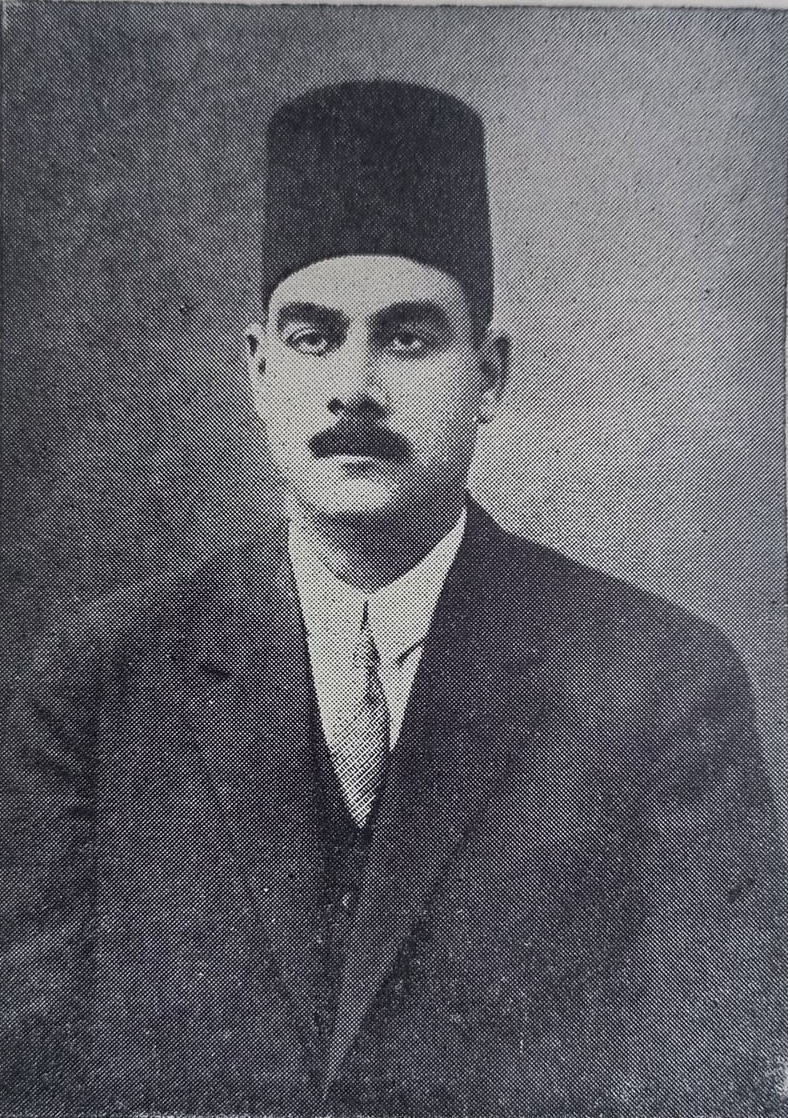
المُفكر والأديب المصري أحمد أمين (1 أكتوبر 1886 - 30 مايو 1954م)

- الأديبُ البصريّ الجاحظ: «وكان الهادي شكس الأخلاق، صعب المرام، قليل الاغضاء، سيء الظن. قل من توقاه وعرف اخلاقه، الا اغناه، وما كان شيء ابغض اليه من ابتدائه بسؤال».[88]
- المُؤرِّخ الرَّحَّالة المسعودي: «كان موسى قاسي القلب، شرس الأخلاق، صعب المرام، كثير الأدب، محباً له، وكان شديداً، شجاعاً بطلًا جواداً، سخياً».[89]
- المُؤرِّخ المُوصلِّي ابن الطقطقي: «كان الهادي مستيقظاً غيوراً كريما شهما ايداً شديد البطش جريء القلب مجتمع الحس ذا إقدام وعزم وحزم».[90]
- المُؤرخِّ أبو الحسن الرُّوحي: «شجاعاً بطلاً أدبياً جواداً صعب المرام».[71]
- المُحدِّث الدمشقي شمسُ الدِّين الذَّهبي: «وكان يشرب المسكر، وفيه ظلم وشهامة ولعب، وربما ركب حِماراً فارهاً، وكان شجاعاً، فصيحًا، لسناً، أديباً، مهيباً، عظيم السَّطوة».[6]
- الحافظ المُؤرِّخ ابن كثير الدمشقي: «وكان شهماً خبيراً بالملك كريماً».[13]
- استفتح القاضي المُكِّي الديار بكري في ترجمته عن الهادي، قائلًا: «وكان فصيحا أديبا قادرا على الكلام تعلوه هيبة وله سطوة وشهامة»، ثم انتقده بعض الشيء، قائلًا: «كان يتناول المسكر ويحب اللهو والطرب وكان ذا ظلم وجبروت».[7]
- الأديب المصري أحمد أمين: «فجاء الهادي يريد أن يخلع الرشيد، ويحمل الناس على البيعة لابنه جعفر، وكان الهادي شرسًا قويًّا جبارًا، وكان الرشيد لينًا مطواعًا».[91]

### في الثَّقافة المرئيَّة

#### المسلسلات
- هارون الرشيد (1997) إنتاج مصري يحاكي قصة الرَّشيد وحكمه. جسَّد دور الهادي المُمثل المصري أشرف عبد الغفور.[وب 1]
- هارون الرشيد (2018) إنتاج سوري يحاكي حياة الرَّشيد وصراعه مع الهادي ثم توليه الحكم. جسَّد دور الهادي المُمثل السُّوري عابد فهد.[وب 2]

### فهرس المنشورات
1. 1 2  ابن الأثير (2005)، ص. 860.
2. ↑  كلو (1997)، ص. 37.
3. ↑  عبد الحكيم (2011)، ص. 103.
4. ↑  كلو (1997)، ص. 37 - 38.
5. 1 2 3 4 5  الطبري (2004)، ص. 1649.
6. 1 2  الذهبي (1996)، ج. 7، ص. 442.
7. 1 2 3  الديار بكري (1884)، ج. 2، ص. 369.
8. ↑  ابن الأثير (2005)، ص. 823-824.
9. ↑  الخضري (2003)، ص. 95.
10. 1 2  المسعودي (1893)، ص. 344.
11. ↑  الدوسري (2016)، ص. 51.
12. 1 2 3 4  ابن العمراني (1999)، ص. 74.
13. 1 2 3 4 5 6 7 8  ابن كثير (2004)، ص. 1537.
14. ↑  الطبري (2004)، ص. 1588.
15. ↑  الطبري (2004)، ص. 1605-1606.
16. ↑  إلهامي (2013)، ص. 384.
17. ↑  الطبري (2004)، ص. 1611.
18. ↑  الطبري (2004)، ص. 1611-1612.
19. ↑  الطبري (2004)، ص. 1612-1613.
20. ↑  الطبري (2004)، ص. 1619.
21. ↑  الطبري (2004)، ص. 1621-1622.
22. ↑  [أ] ابن الأثير (2005)، ص. 847-848.
[ب] ابن كثير (2004)، ص. 1531.
23. ↑  الطبري (2004)، ص. 1625-1626.
24. ↑  إلهامي (2013)، ص. 373-374.
25. ↑  ابن الأثير (2005)، ص. 849.
26. ↑  ابن الأثير (2005)، ص. 851-852.
27. 1 2 3  ابن إسفنديار (2002)، ص. 194-195.
28. ↑  شاكر (2000)، ج. 5، ص. 130.
29. ↑  ابن الأثير (2005)، ص. 851.
30. ↑  ابن الأثير (2005)، ص. 853.
31. ↑  اليعقوبي (2010)، ج. 2، ص. 345.
32. ↑  الخضري (2003)، ص. 94.
33. ↑  ابن الأثير (2005)، ص. 854.
34. ↑  [أ] ابن العمراني (1999)، ص. 73.
[ب] أمير علي (1938)، ص. 201.
35. 1 2  ابن كثير (2004)، ص. 1639.
36. ↑  الطبري (2004)، ص. 1638-1639.
37. 1 2 3  ابن الأثير (2005)، ص. 855-856.
38. ↑  إلهامي (2013)، ص. 387.
39. ↑  ابن كثير (2004)، ص. 1536.
40. ↑  الطبري (2004)، ص. 1641.
41. 1 2  الطبري (2004)، ص. 1641-1644.
42. ↑  الطبري (2004)، ص. 1642-1643.
43. ↑  إلهامي (2013)، ص. 388-389.
44. 1 2  إلهامي (2013)، ص. 366.
45. ↑  [أ] ابن منظور (1985)، ج. 6، ص. 92.
[ب] الفيروزآبادي (2008)، ص. 723.
[جـ] إلهامي (2013)، ص. 364-365.
46. ↑  اليعقوبي (2010)، ج. 2، ص. 344.
47. ↑  إلهامي (2013)، ص. 368-369.
48. ↑  إلهامي (2013)، ص. 364-370.
49. ↑  [أ] إلهامي (2013)، ص. 368.
[ب] الطبري (2004)، ص. 1639-1640.
[جـ] ابن الجوزي (1995)، ج. 8، ص. 309-310.
50. ↑  ابن الجوزي (1995)، ج. 8، ص. 307.
51. ↑  نصار (2002)، ص. 31 - 32.
52. ↑  نصار (2002)، ص. 32-33.
53. ↑  نصار (2002)، ص. 33-36.
54. 1 2  الطبري (2004)، ص. 1646.
55. ↑  الكردي (2014)، ص. 36.
56. ↑  الكردي (2014)، ص. 36-37.
57. 1 2 3 4 5 6  ابن الأثير (2005)، ص. 857.
58. 1 2  الخضري (2003)، ص. 99-100.
59. ↑  إلهامي (2013)، ص. 391.
60. ↑  ابن العمراني (1999)، ص. 73.
61. ↑  ابن الأثير (2005)، ص. 858.
62. ↑  إلهامي (2013)، ص. 392 و456.
63. ↑  ابن الطقطقي (1899)، ص. 174.
64. ↑  الطبري (2004)، ص. 1640.
65. ↑  إلهامي (2013)، ص. 389.
66. ↑  حسن (2013)، ص. 69-70.
67. ↑  [أ] البلاذري (1996)، ج. 4، ص. 1786-1788.
[ب] الكازروني (1970)، ص. 120.
68. ↑  حسن (2013)، ص. 77.
69. ↑  ابن الساعي (1960)، ص. 45-46.
70. ↑  حسن (2013)، ص. 76-77.
71. 1 2 3  الروحي (2001)، ص. 109.
72. 1 2 3 4 5  الطبري (2004)، ص. 1651.
73. ↑  الطبري (2004)، ص. 1649-1651.
74. ↑  الخضري (2003)، ص. 98-99.
75. 1 2  الطبري (2004)، ص. 1653-1654.
76. 1 2  الطبري (2004)، ص. 1650.
77. 1 2  الخضري (2003)، ص. 99.
78. 1 2  الطبري (2004)، ص. 1653.
79. 1 2 3  الطبري (2004)، ص. 1654.
80. ↑  البغدادي (2001)، ج. 15، ص. 10-11.
81. ↑  الجاحظ (1955)، ص. 82-83.
82. ↑  البغدادي (2001)، ج. 15، ص. 11.
83. ↑  المسعودي (2005)، ص. 273.
84. ↑  السيوطي (2003)، ص. 223.
85. ↑  السيوطي (2003)، ص. 224.
86. ↑  السيوطي (2003)، ص. 224-225.
87. ↑  البغدادي (2001)، ج. 15، ص. 9.
88. ↑  الجاحظ (1955)، ص. 81-82.
89. ↑  المسعودي (2005)، ج. 3، ص. 270.
90. ↑  ابن الطقطقي (1899)، ص. 171.
91. ↑  أمين (2014)، ص. 14.

### فهرس الوب
1. ↑  "طاقم العمل: مسلسل - هارون الرشيد - 1997". قاعدة بيانات الأفلام العربية. مؤرشف من الأصل في 2025-05-17. اطلع عليه بتاريخ 2025-04-26.
2. ↑  "طاقم العمل: مسلسل - هارون الرشيد - 2018". قاعدة بيانات الأفلام العربية. مؤرشف من الأصل في 2025-05-17. اطلع عليه بتاريخ 2025-04-26.

### معلومات المنشورات كاملة
الكتب مرتبة حسب تاريخ النشر
- الديار بكري (1884)، تاريخ الخميس في أحوال أنفس النفيس (ط. 1)، القاهرة: مطبعة عثمان عبد الرزاق، OCLC:4770384722، QID:Q126708594{{استشهاد}}:  صيانة الاستشهاد: ref duplicates default (link)
- المسعودي (1893)، التنبيه والأشراف، ليدن: مطبعة بريل، OCLC:4770144063، QID:Q126077496{{استشهاد}}:  صيانة الاستشهاد: ref duplicates default (link)
- ابن الطقطقي (1899)، الفخري في الآداب السلطانية والدول الإسلامية، القاهرة: شركة طبع الكتب العربية، OCLC:4769993811، QID:Q126075819{{استشهاد}}:  صيانة الاستشهاد: ref duplicates default (link)
- سيد أمير علي (1938)، مُخْتَصَرِ تَارِيخِ الْعَرَب والتَّمَدُّن الْإِسْلَامِيّ: بَحْثٌ فِي نَهْضَةِ المُسْلِمِين وَتَدَهوُر سُلْطَانِهِم وَتَطَوُّر المَنَاحِي الاقْتِصَادِيَّة والاجْتِماعِيَّة وَالفِكْرِيَّة فِي الْأَمَةِ العَرَبِيَّةُ مِنْ أَقْدَمَ الْعُصُور حَتَّى إغَارَةِ التَّتَرِ عَلَى بَغْدَادَ، ترجمة: رياض رأفت، القاهرة: مطبعة لجنة التأليف والترجمة والنشر، OCLC:4771179792، QID:Q107564456
- الجاحظ (1955)، التاج في أخلاق الملوك، بيروت: دار الفكر للطباعة والنشر والتوزيع، OCLC:4770516569، QID:Q127503739{{استشهاد}}:  صيانة الاستشهاد: ref duplicates default (link)
- ابن الساعي (1960)، نساء الخلفاء: جهات الأئمة الخلفاء من الحرائر والإماء، ذخائر العرب (28)، تحقيق: مصطفى جواد، القاهرة: دار المعارف، OCLC:953069400، QID:Q123371389{{استشهاد}}:  صيانة الاستشهاد: ref duplicates default (link)
- ظهير الدين الكازروني (1970)، مختصر التاريخ من أول الزمان إلى منتهى دولة بني العباس، تحقيق: مصطفى جواد، سالم الآلوسي، بغداد: المؤسسة العامة للطباعة، OCLC:4771288367، QID:Q125826463
- ابن منظور (1985)، لسان العرب: للإمام العلامة أبي الفضل جمال الدين محمد بن مكرم ابن منظور الإفريقي المصري، قم: نشر أدب الحوزة، OCLC:1158722096، QID:Q115683837{{استشهاد}}:  صيانة الاستشهاد: ref duplicates default (link)
- أبو الفرج بن الجوزي (1995)، المنتظم في تاريخ الملوك والأمم، تحقيق: محمد عبد القادر عطا، مصطفى عبد القادر عطا، نعيم زرزور (ط. 2)، بيروت، OCLC:1222468306، QID:Q125912514{{استشهاد}}:  صيانة الاستشهاد: مكان بدون ناشر (link)
- البلاذري (1996)، جمل من كتاب أنساب الأشراف، تحقيق: سهيل زكار، رياض زركلي، بيروت: دار الفكر للطباعة والنشر والتوزيع، OCLC:122969004، QID:Q114665392{{استشهاد}}:  صيانة الاستشهاد: ref duplicates default (link)
- شمس الدين الذهبي (1996)، سير أعلام النبلاء، تحقيق: شعيب الأرنؤوط (ط. 11)، بيروت: مؤسسة الرسالة، OCLC:49724069، QID:Q124255462
- أندري كلو (1997)، هارون الرشيد وعصره، ترجمة: محمد الرزقي، تونس: دار سراس للنشر، OCLC:4770214492، QID:Q124425082
- ابن العمراني (1999)، الإنباء في تاريخ الخلفاء، تحقيق: قاسم السامرائي (ط. 1)، القاهرة: دار الآفاق العربية، OCLC:41180859، QID:Q56367172{{استشهاد}}:  صيانة الاستشهاد: ref duplicates default (link)
- محمود شاكر (2000)، التاريخ الإسلامي، بيروت: المكتب الإسلامي، QID:Q128992364
- الخطيب البغدادي (2001)، تاريخ بغداد، تحقيق: بشار عواد معروف (ط. 1)، بيروت: دار الغرب الإسلامي، OCLC:49659164، QID:Q114815356
- أبو الحسن الروحي (2001)، بلغة الظرفاء في ذكرى تواريخ الخلفاء، تحقيق: محمد زينهم محمد، القاهرة: مكتبة الثقافة الدينية، OCLC:4770126693، QID:Q126696491
- ابن إسفنديار (2002)، تاريخ طبرستان، ترجمة: أحمد محمد نادى، القاهرة: المشروع القومي للترجمة، OCLC:745363020، QID:Q127225035{{استشهاد}}:  صيانة الاستشهاد: ref duplicates default (link)
- حسين نصار (2002)، الثورات الشعبية في مصر الإسلامية (ط. 2)، القاهرة: مكتبة الدراسات الشعبية، QID:Q124398383
- جلال الدين السيوطي (2003)، تاريخ الخلفاء (ط. 1)، بيروت: دار ابن حزم، QID:Q123424538
- محمد الخضري بك (2003). الدولة العباسية. مراجعة: نجوى عباس. القاهرة: مؤسسة المختار للنشر. ISBN:978-977-5283-97-9. OCLC:54844608. OL:31601253M. QID:Q123224571.
- ابن كثير الدمشقي (2004)، البداية والنهاية، تحقيق: أبو صهيب الكرمي (ط. 1)، لبنان: بيت الأفكار الدولية، OCLC:1014077365، QID:Q123368203
- محمد بن جرير الطبري (2004). تاريخ الأمم والملوك، تاريخ الطبري: طبعة مقدم لها بتوضيح في أسانيد الطبري وبيان المؤاخذات عليها، وصححت النسخة على أصح النسخ الموجودة، وخدمت بفهارس للآيات وفهارس للأحاديث، وفهارس للموضوعات. مراجعة: أبو صهيب الكرمي. عَمَّان: بيت الأفكار الدولية. ISBN:978-9957-21-152-3. OCLC:956977290. QID:Q123224476.
- المسعودي (2005). مُرُوج الذهب ومعادن الجوهر. مراجعة: كمال حسن مرعي (ط. 1). صيدا، بيروت: المكتبة العصرية. ISBN:9953-34-317-9. OCLC:4770827273. OL:57501172M. QID:Q116270317.{{استشهاد بكتاب}}:  صيانة الاستشهاد: ref duplicates default (link)
- ابن الأثير الجزري (2005)، الكامل في التاريخ، مراجعة: أبو صهيب الكرمي، عَمَّان: بيت الأفكار الدولية، OCLC:122745941، QID:Q123225171
- مجد الدين الفيروزآبادي (2008). القاموس المحيط: مرتب ترتيباً ألفبائياً وفق أوائل الحروف. تحقيق: أنس محمد الشامي، زكريا جابر أحمد. القاهرة: دار الحديث. ISBN:978-977-300-268-8. OCLC:929546978. QID:Q123298826.
- اليعقوبي (2010)، تاريخ اليعقوبي، تحقيق: عبد الأمير مهنا، بيروت، OCLC:759863356، QID:Q126721512{{استشهاد}}:  صيانة الاستشهاد: ref duplicates default (link) صيانة الاستشهاد: مكان بدون ناشر (link)
- منصور عبد الحكيم (2011). هارون الرشيد: الخليفة المفترى عليه. تحقيق: طه عبد الرؤوف سعد (ط. 1). دمشق: دار الكتاب العربي. ISBN:978-977-376-595-8. OCLC:1158850430. QID:Q123371308.
- سولاف فيض الله حسن (2013). دور الجواري والقهرمانات في دار الخلافة العباسية (ط. 1). دمشق: صفحات للدراسات والنشر والتوزيع. ISBN:978-9933-495-13-8. OCLC:6914266520. OL:43175027M. QID:Q125689500.
- محمد إلهامي (2013)، العباسيون الأقوياء: رحلة العباسيين منذ بداية الثورة وحتى نهاية عصرهم الذهبي، رحلة الخلافة العباسية (1) (ط. 1)، القاهرة: مؤسسة اقرأ، OCLC:908114750، QID:Q126202684
- أحمد أمين (2014). هارون الرشيد. القاهرة: مؤسسة هنداوي. ISBN:978-1-5273-0955-5. QID:Q124671611.
- أمل محي الدين الكردي (2014)، دور النساء في الخلافة العباسية، عَمَّان: دار اليازوري، QID:Q125997403
- محمد صقر الدوسري؛ محمد نصر عبد الرحمن (2016). تاريخ الدولة العباسية في العصر العباسي الأول. الأحساء: جامعة الملك فيصل. ISBN:978-9960-08-128-1. QID:Q124417503.

| موسى الهاديالخلافة العبَّاسيةولد: 147هـ / 764م توفي: 15 ربيع الأوَّل 170هـ / 14 سبتمبر 786م |                                                                              |                   |
| ألقاب سُنيَّة                                                                              |                                                                              |                   |
| سبقه أبو عبد الله المهدي                                                                | أميرُ المُؤمنين 22 مُحرَّم 169 – 15 ربيع الأوَّل 170هـ 4 أغسطس 785 – 14 سبتمبر 786م | تبعه هارون الرَّشيد |